# Biserica de lemn din Călinești Susani

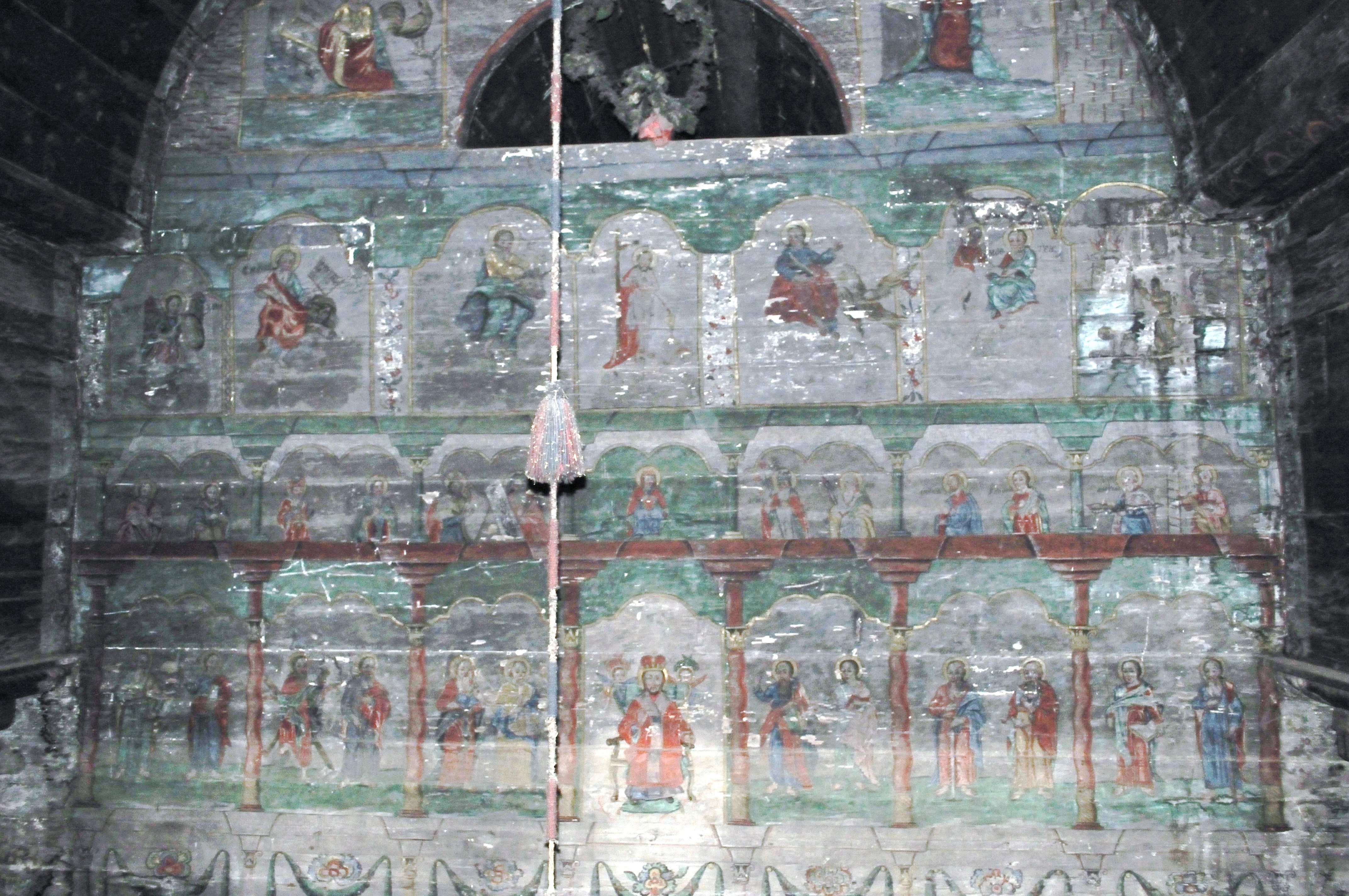
Catapeteasma pictată de Nicolae Cepschin în 1788

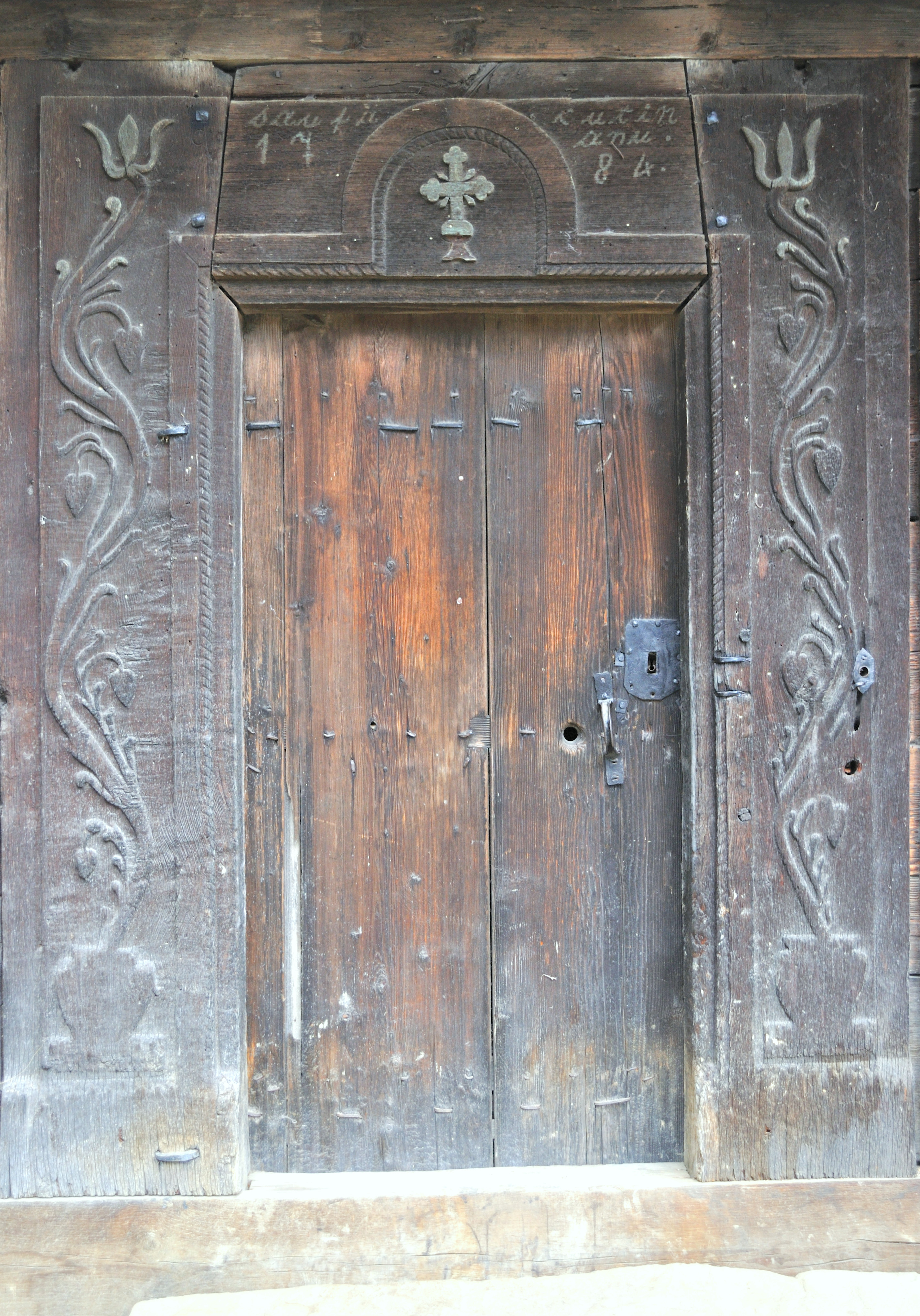
Portalul exterior

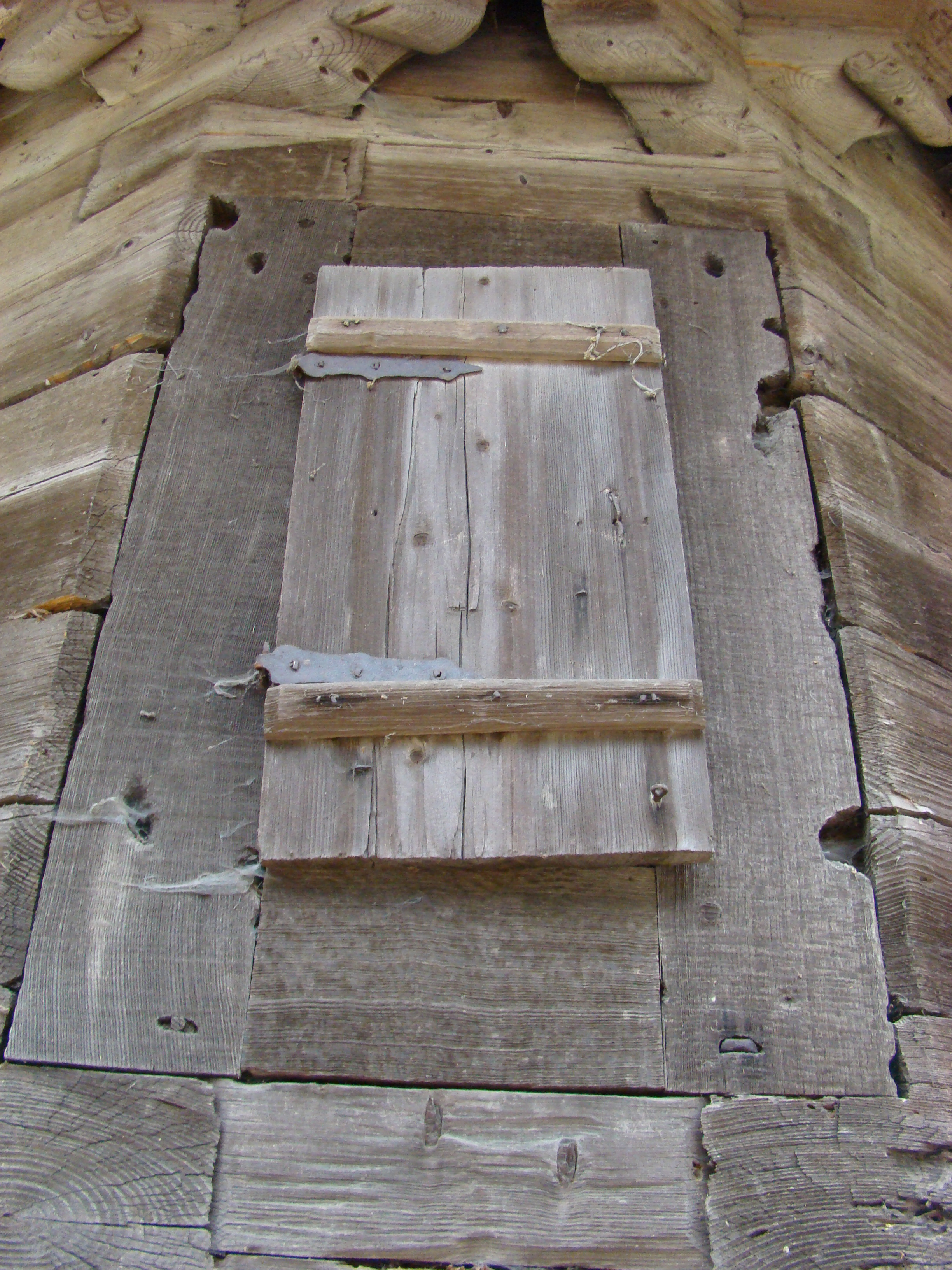
Fereastră cu oblon

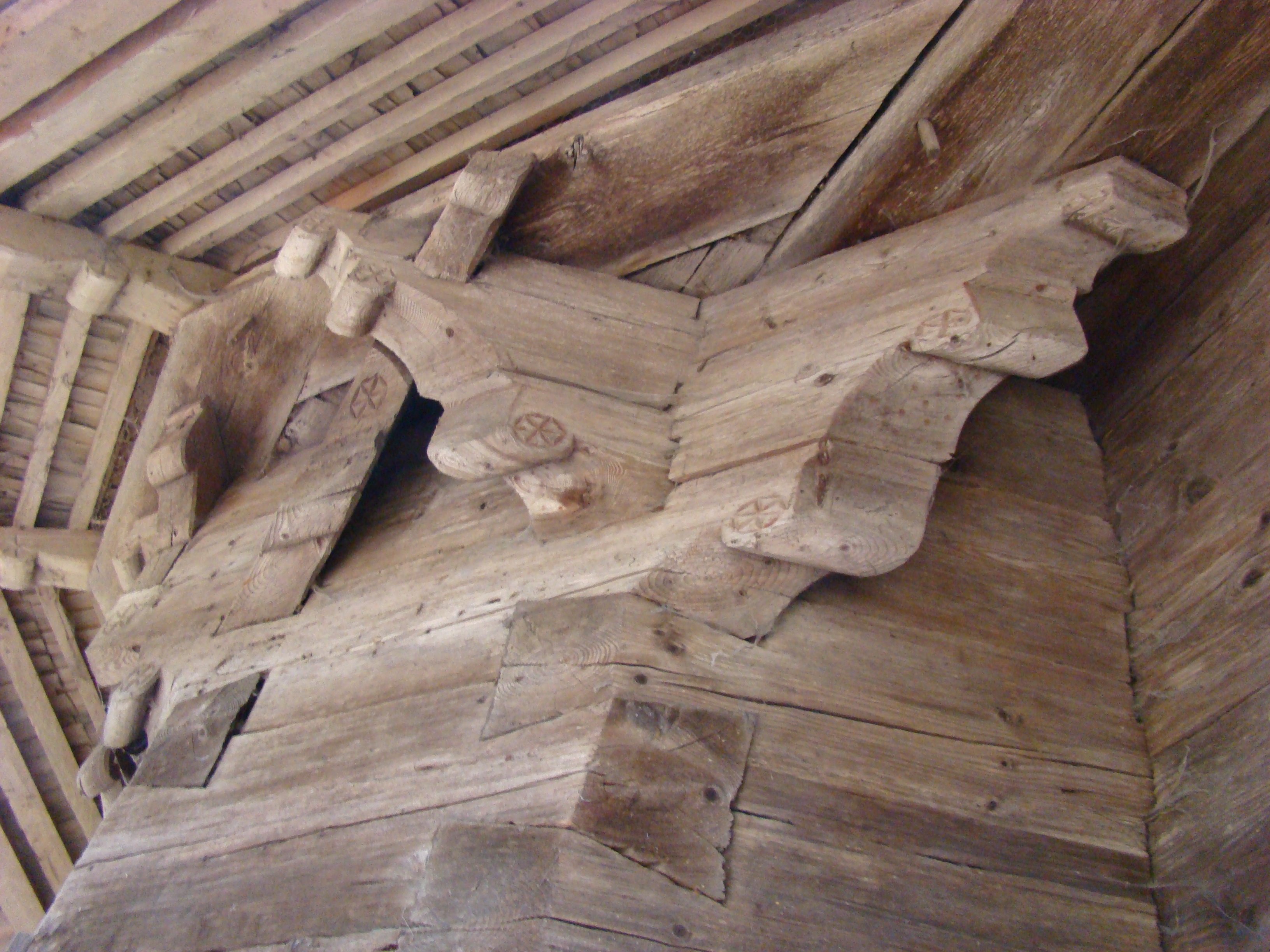
Console și îmbinări

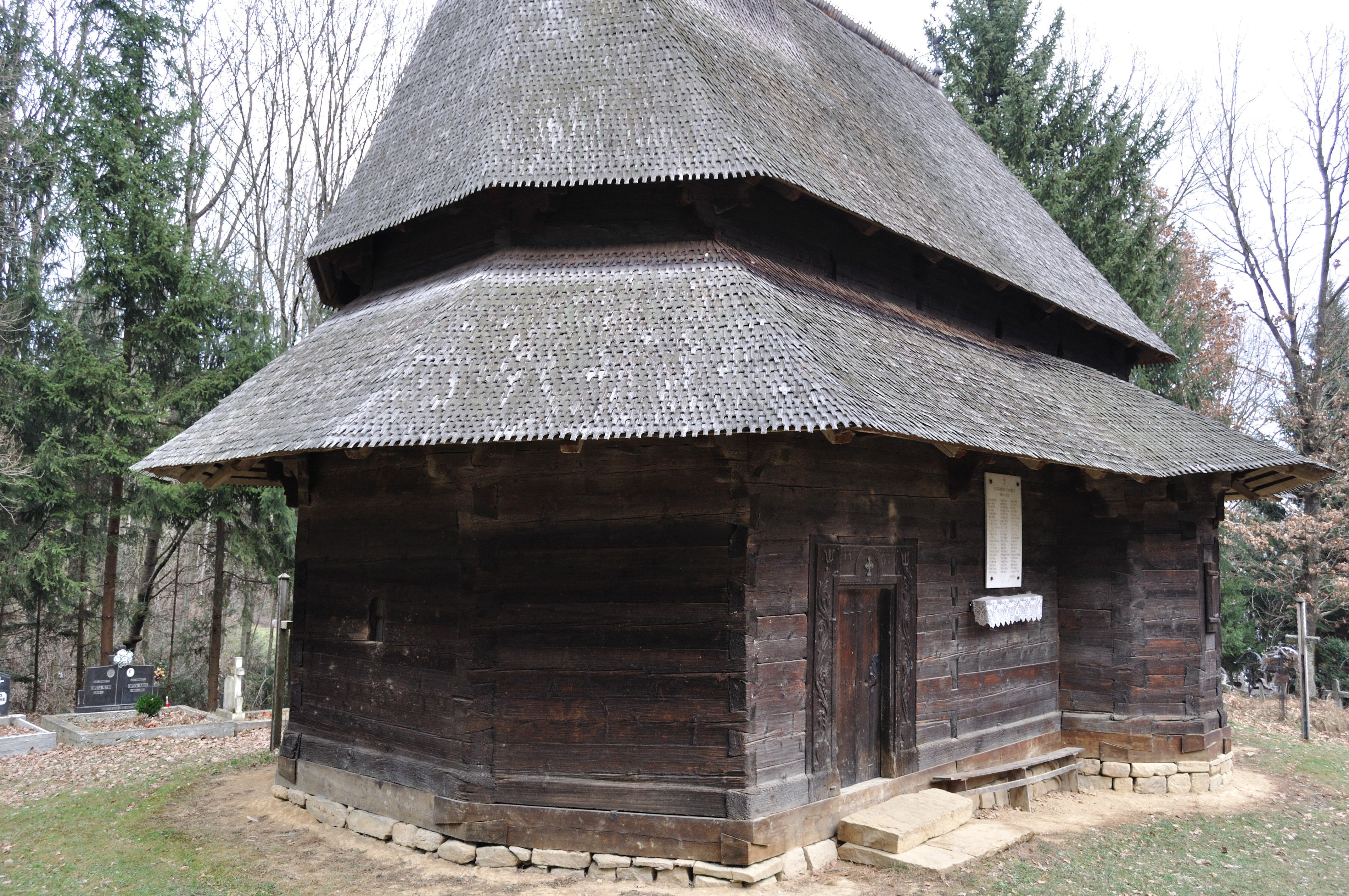
Butea și acoperișul cu poală dublă

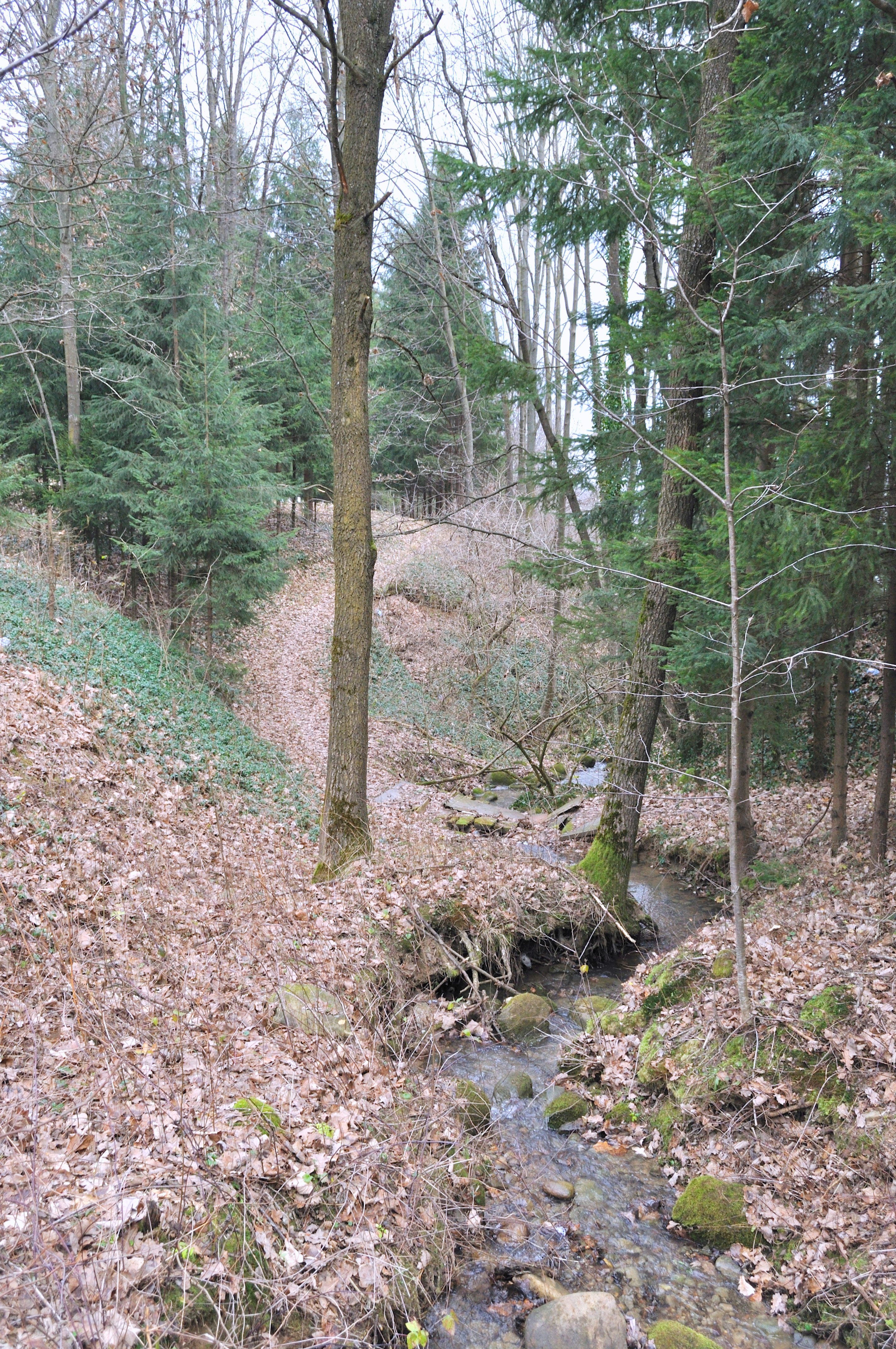
Împrejurimile bisericii: Valea Iughii

Biserica de lemn din Călinești Susani, comuna Călinești, județul Maramureș, datează din anul 1758. Are hramul „Adormirea Maicii Domnului”. Biserica se află pe noua listă a monumentelor istorice sub codul LMI: MM-II-m-A-04538.

## Istoric
Biserica de lemn are un plan triconc și a fost construită în anul 1784, așa cum arată o inscripție de deasupra ușii de intrare: „să să știe atunce vreme s-a făcut această sfântă beserică Anul Domnului 1784”.  Biserica a fost construită pe locul unei biserici mai vechi, amintită în anul 1712. Forma planului bisericii din Călinești Susani este neobișnuită în Maramureș, ea fiind de evidentă influență moldovenească, pentru că actualul edificiu s-a ridicat în timpul preoției lui Filip Opriș (mort în 1795) care fusese sfințit de Mitropolitul Moldovei Antonie și fusese timp de șapte ani diacon al episcopului Dosoftei al Maramureșului. 

## Trăsături
Planul bisericii amintește de edificiile de plan triconc din Moldova. Pronaosul este poligonal, cu intrarea pe latura de sud. Naosul are abside laterale și este boltit semicilindric, iar absida altarului este poligonală și decroșată. Peste pronaos se înalță turnul clopotniță, cu coiful ascuțit, sub care se află galeria cu arcade. Acoperișul are poală dublă, atât deasupra navei, cât și peste altar. În interior se păstrează doar fragmente din pictura murală realizată de zugravul Nicolae Cepschin în anul 1788.

## Imagini din interior

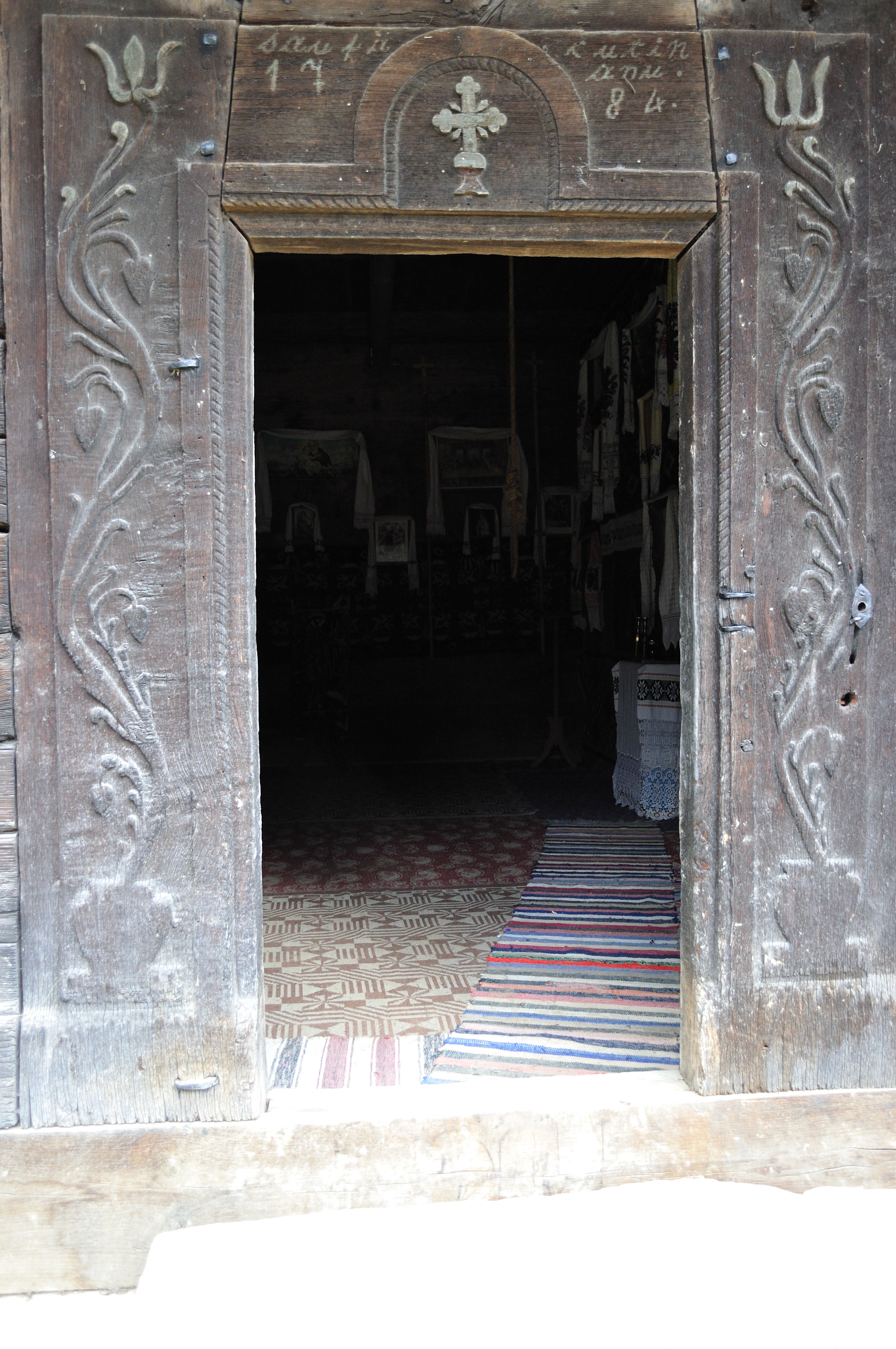
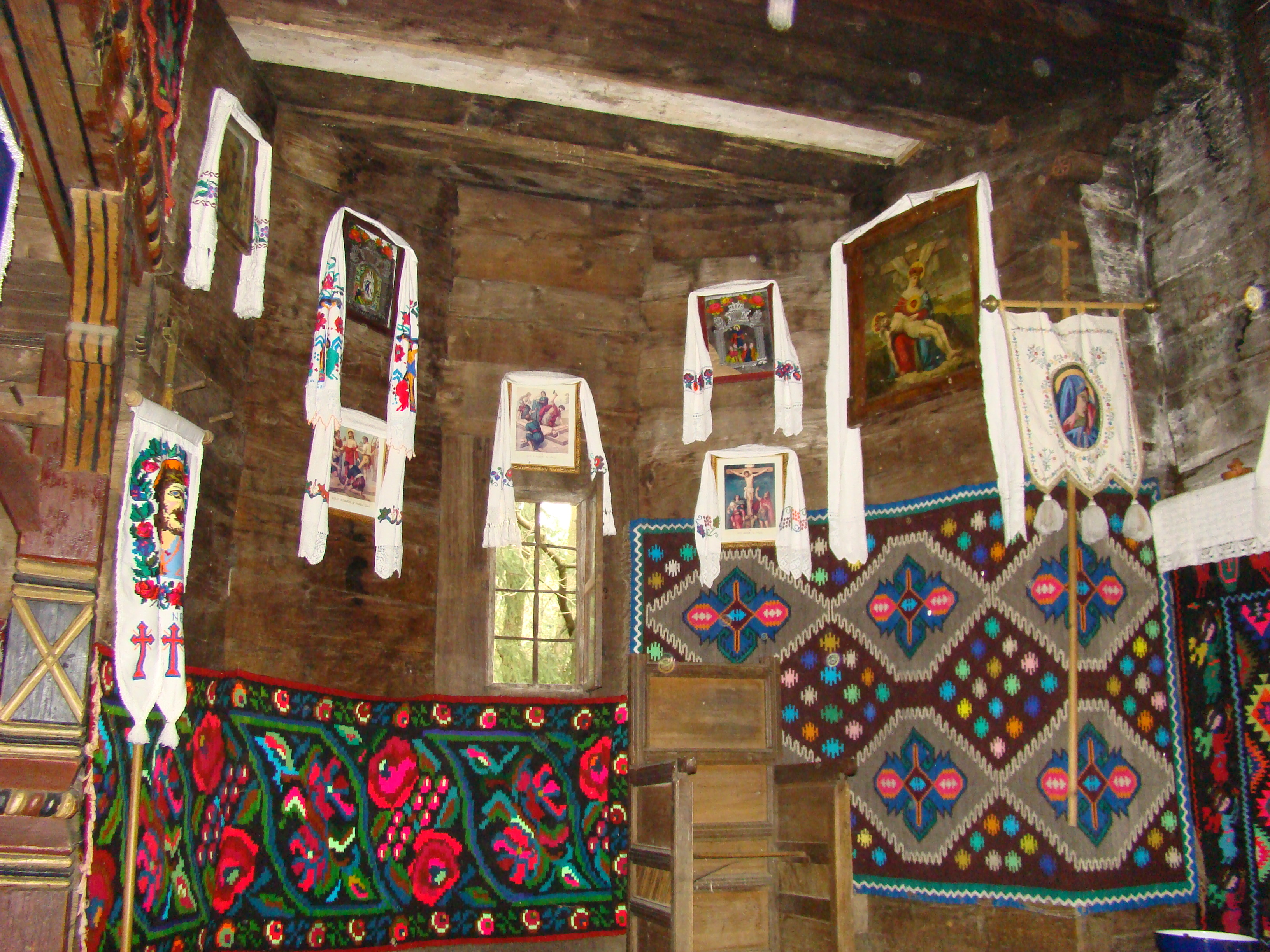
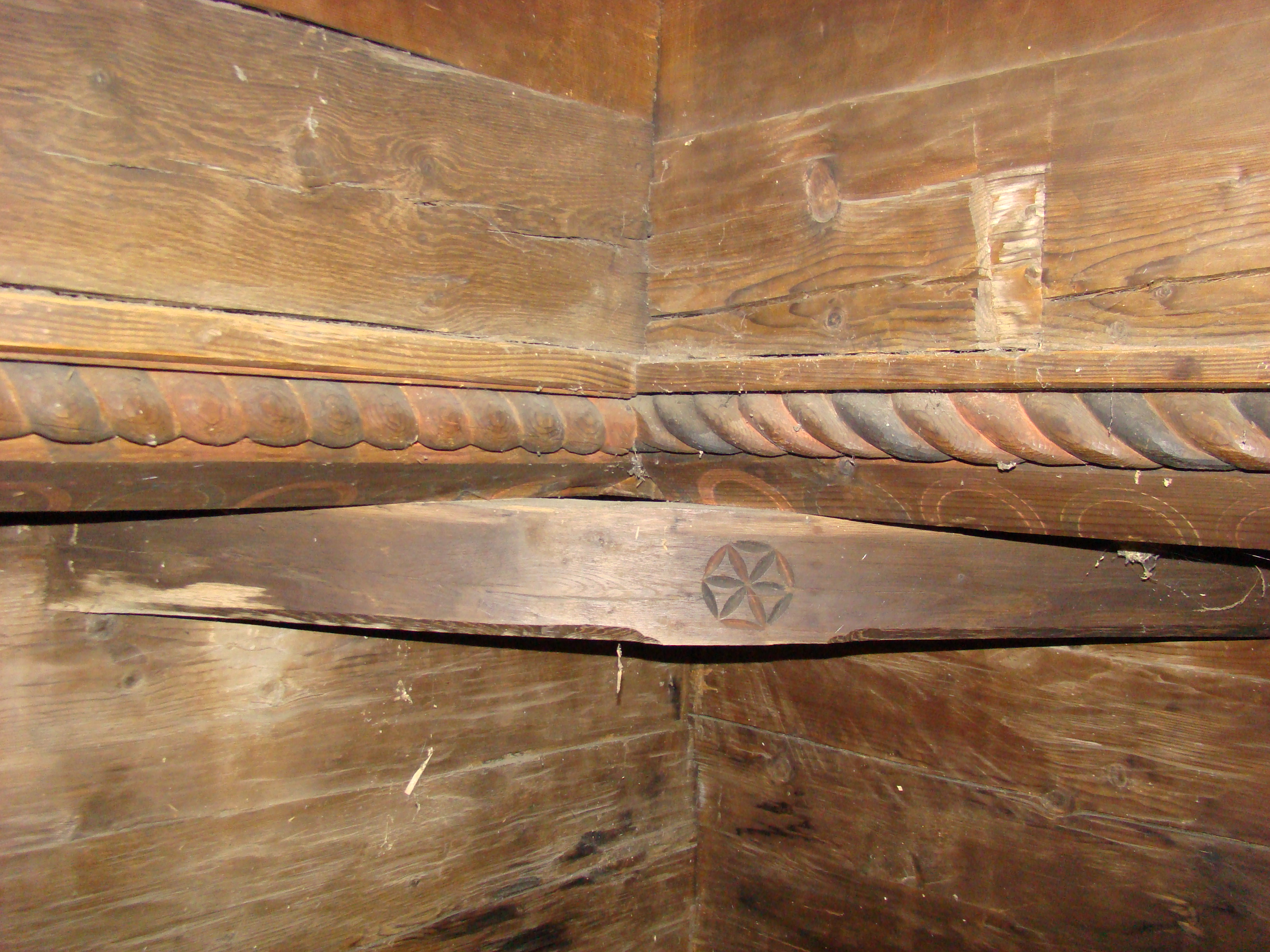
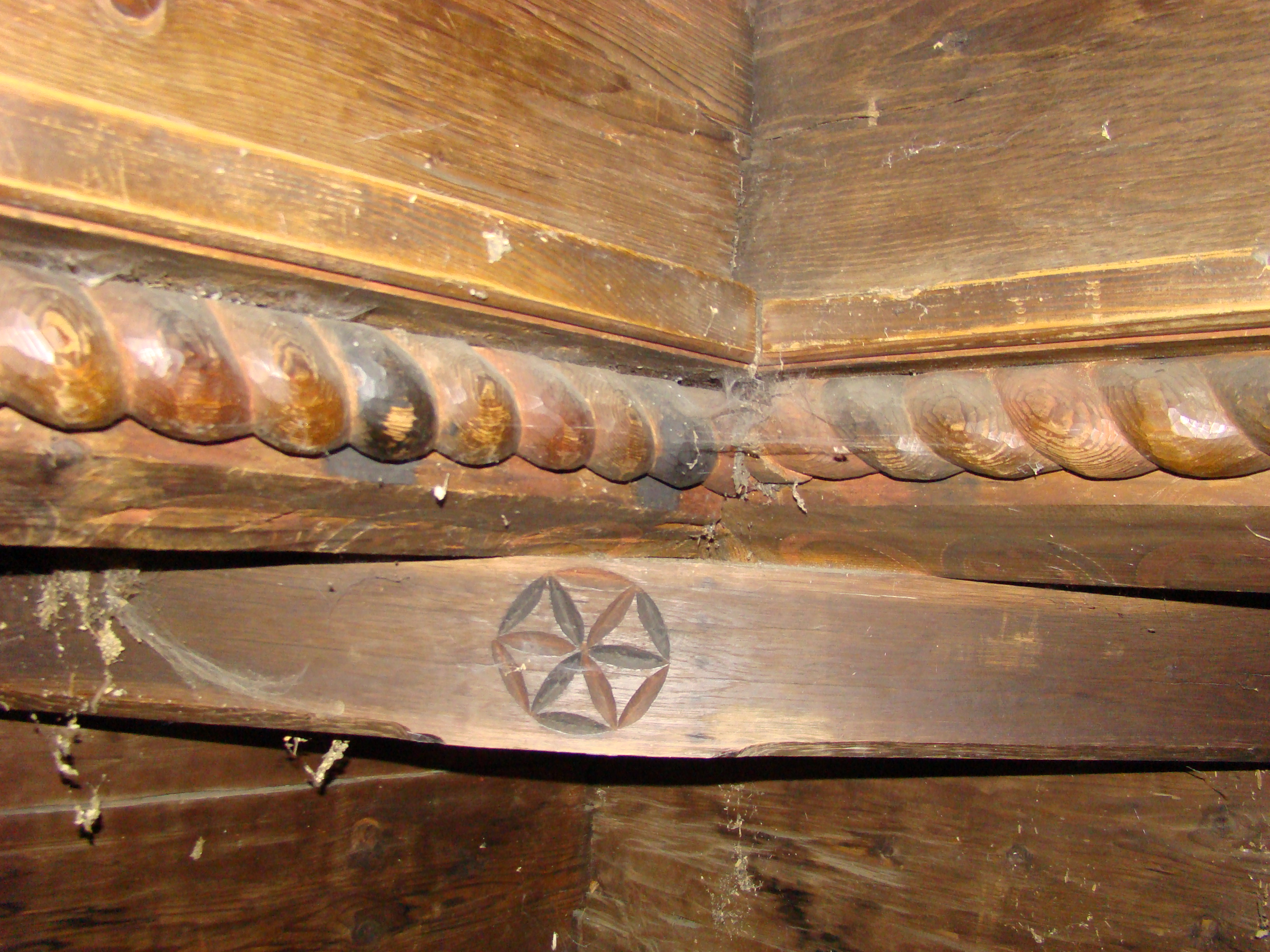
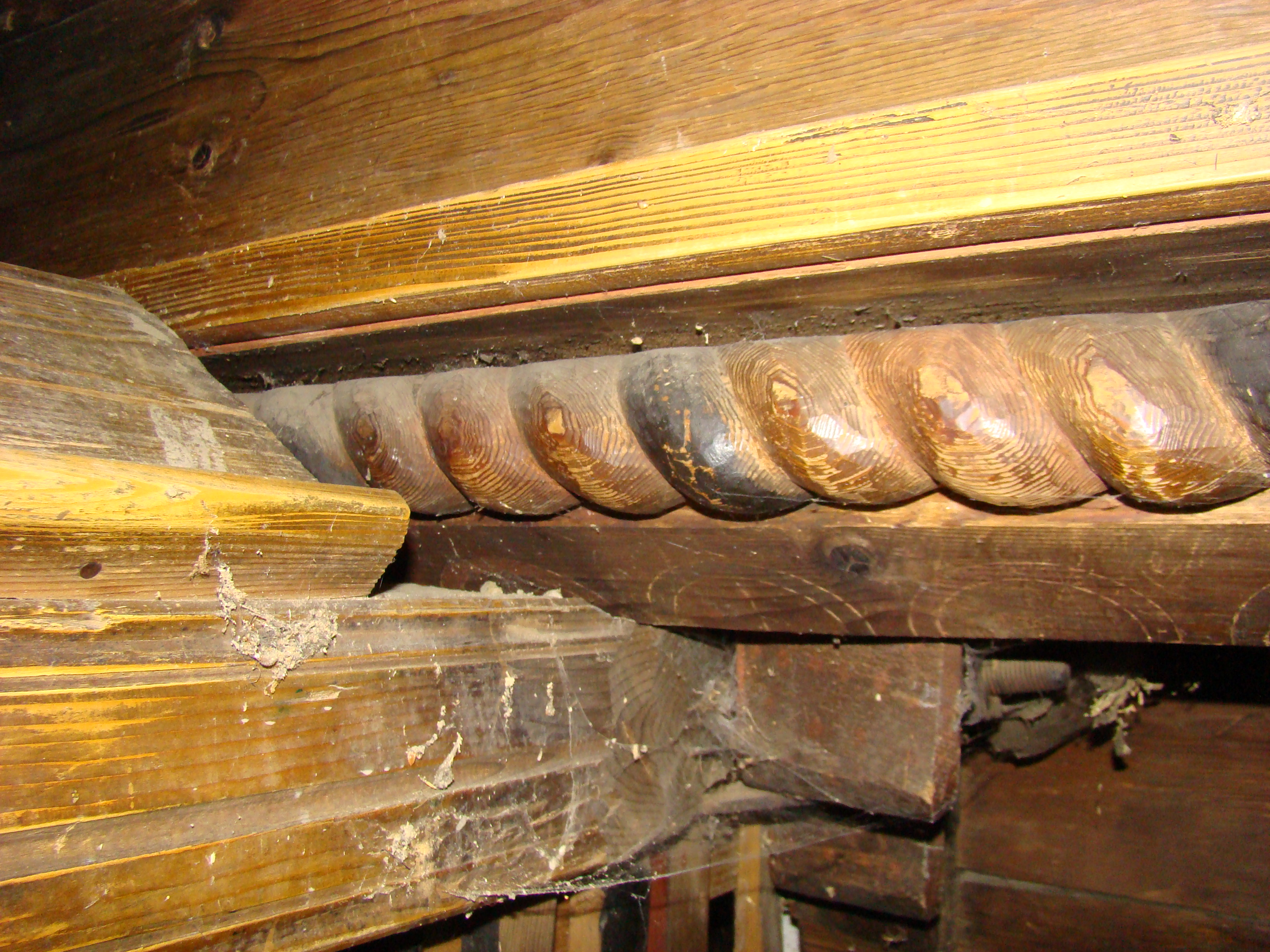
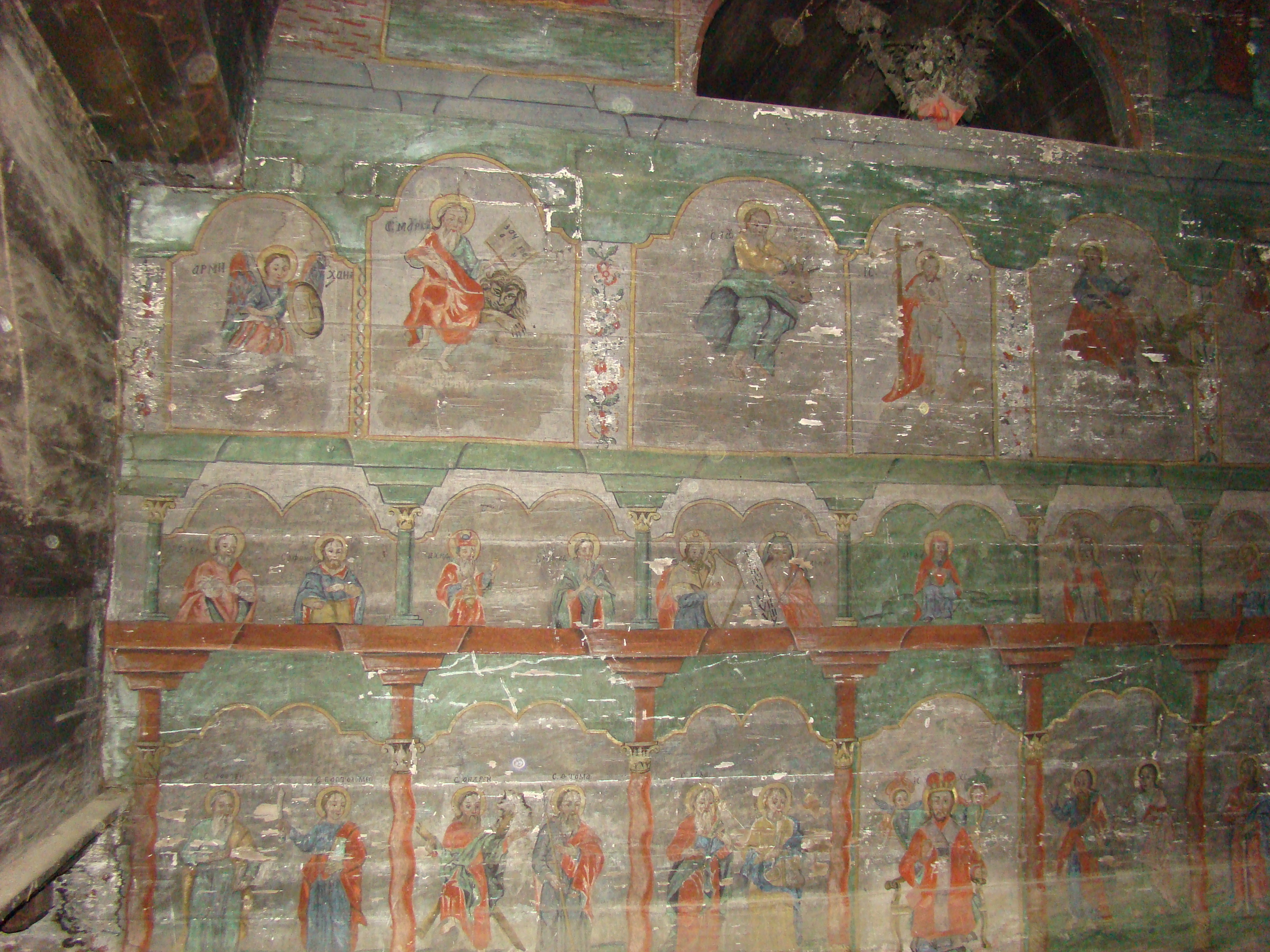
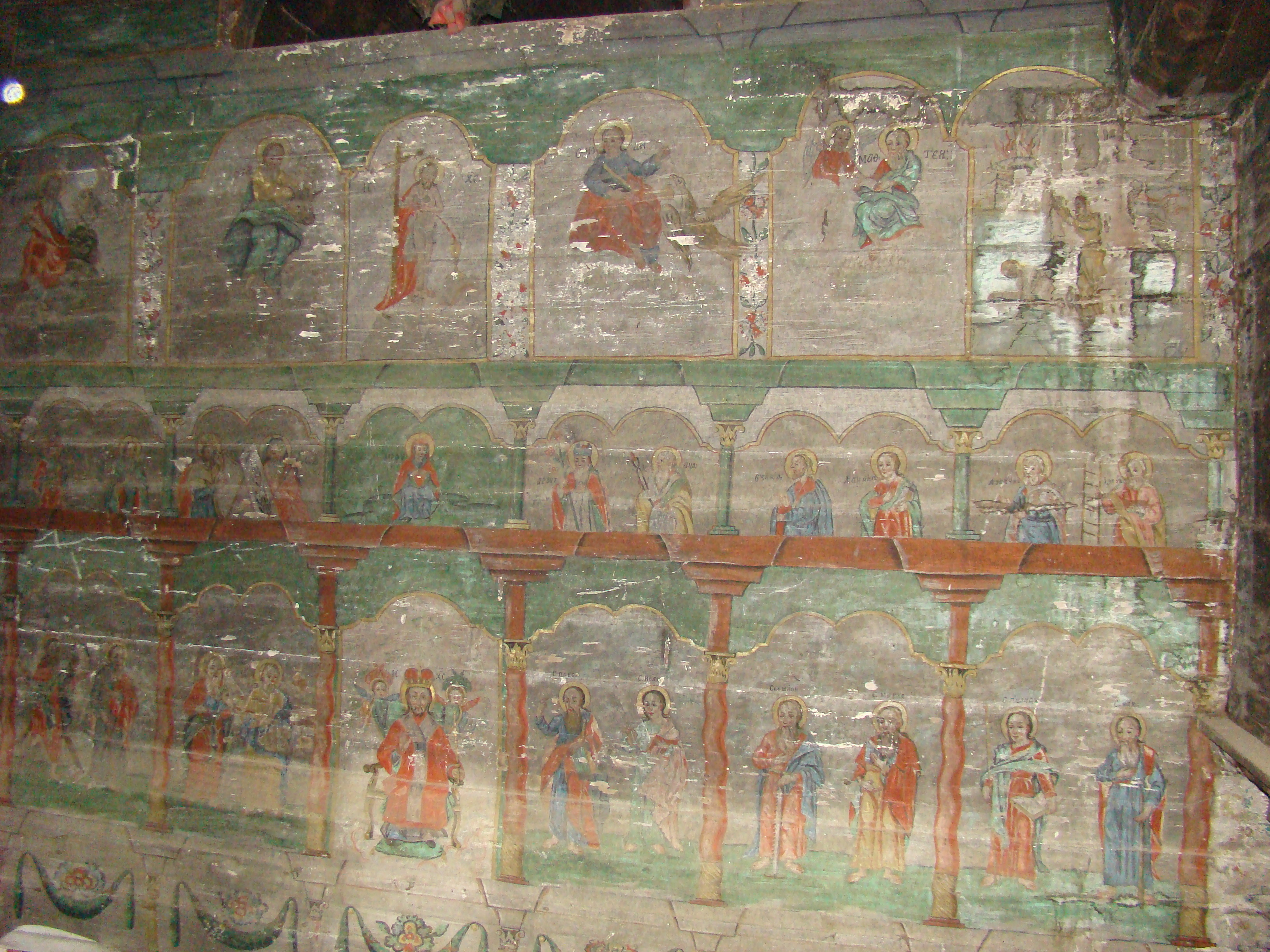
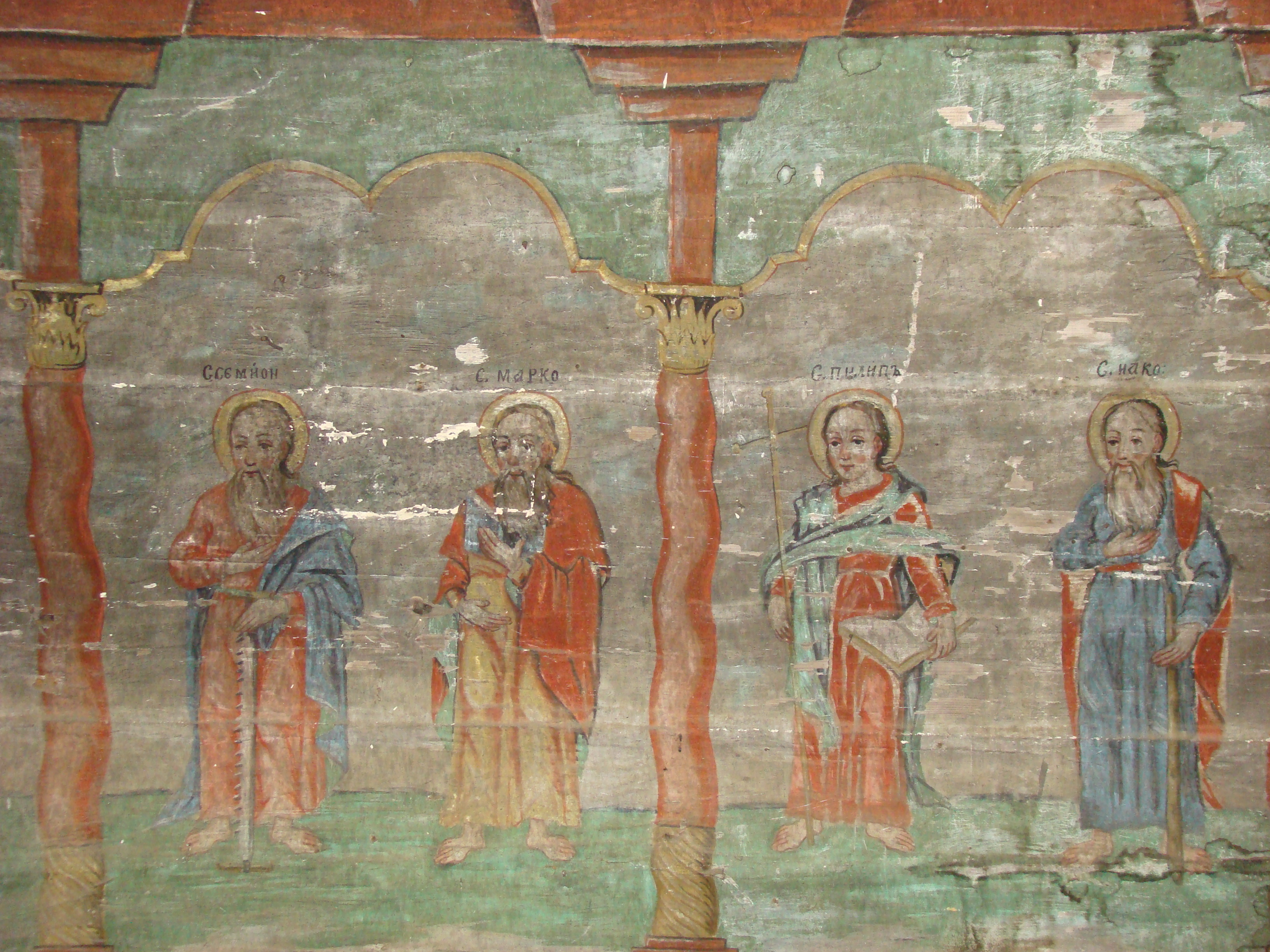
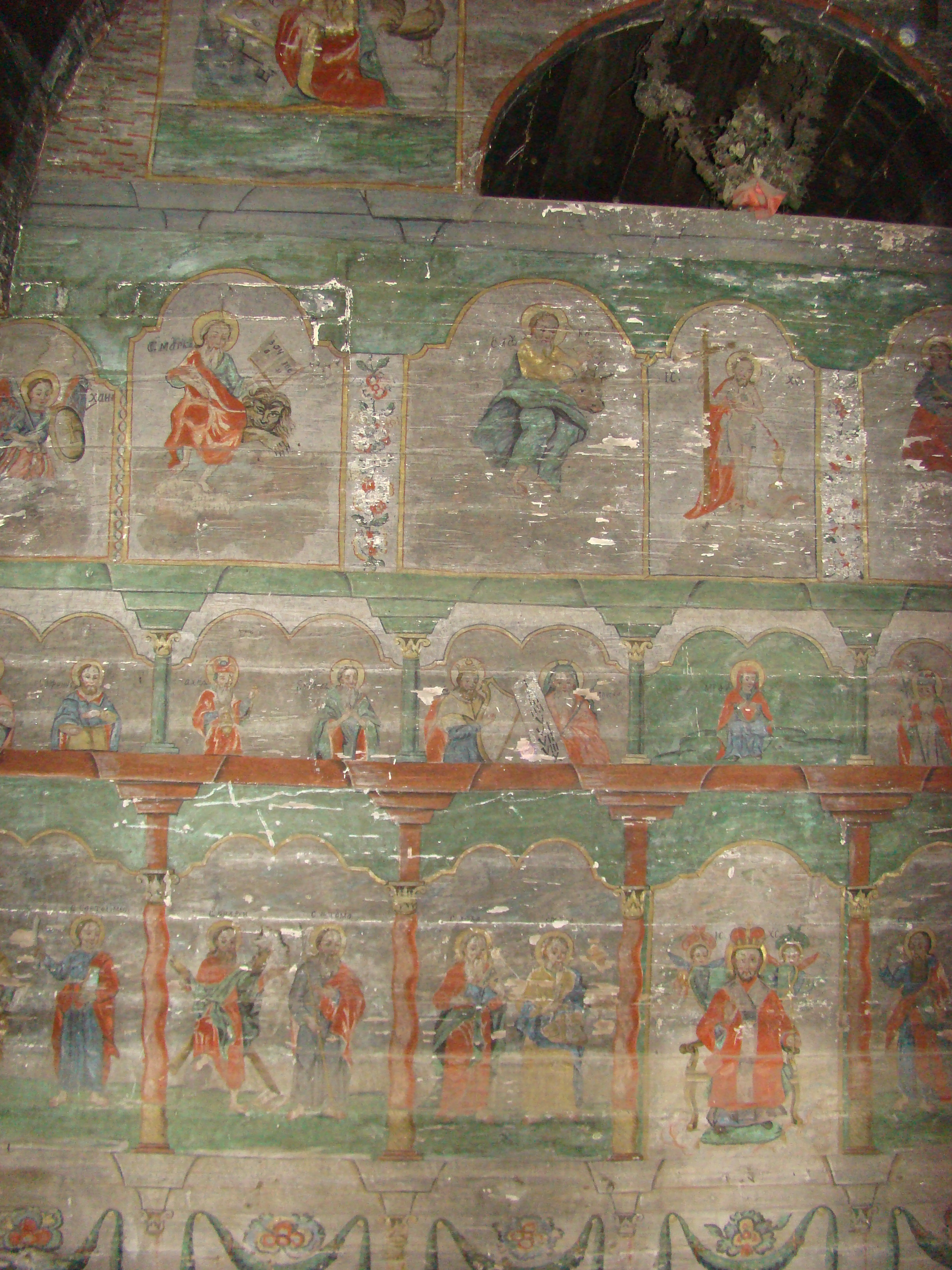
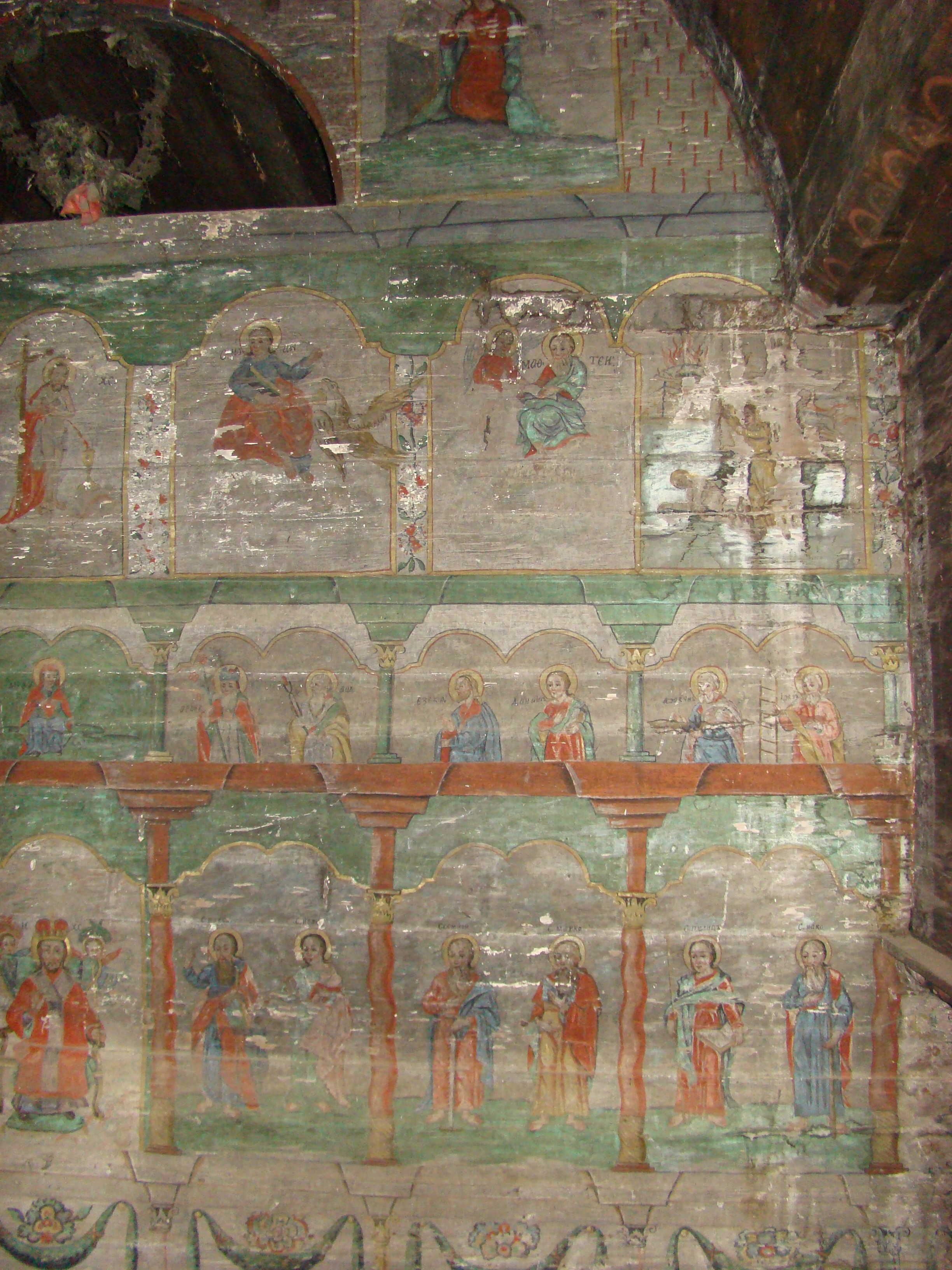
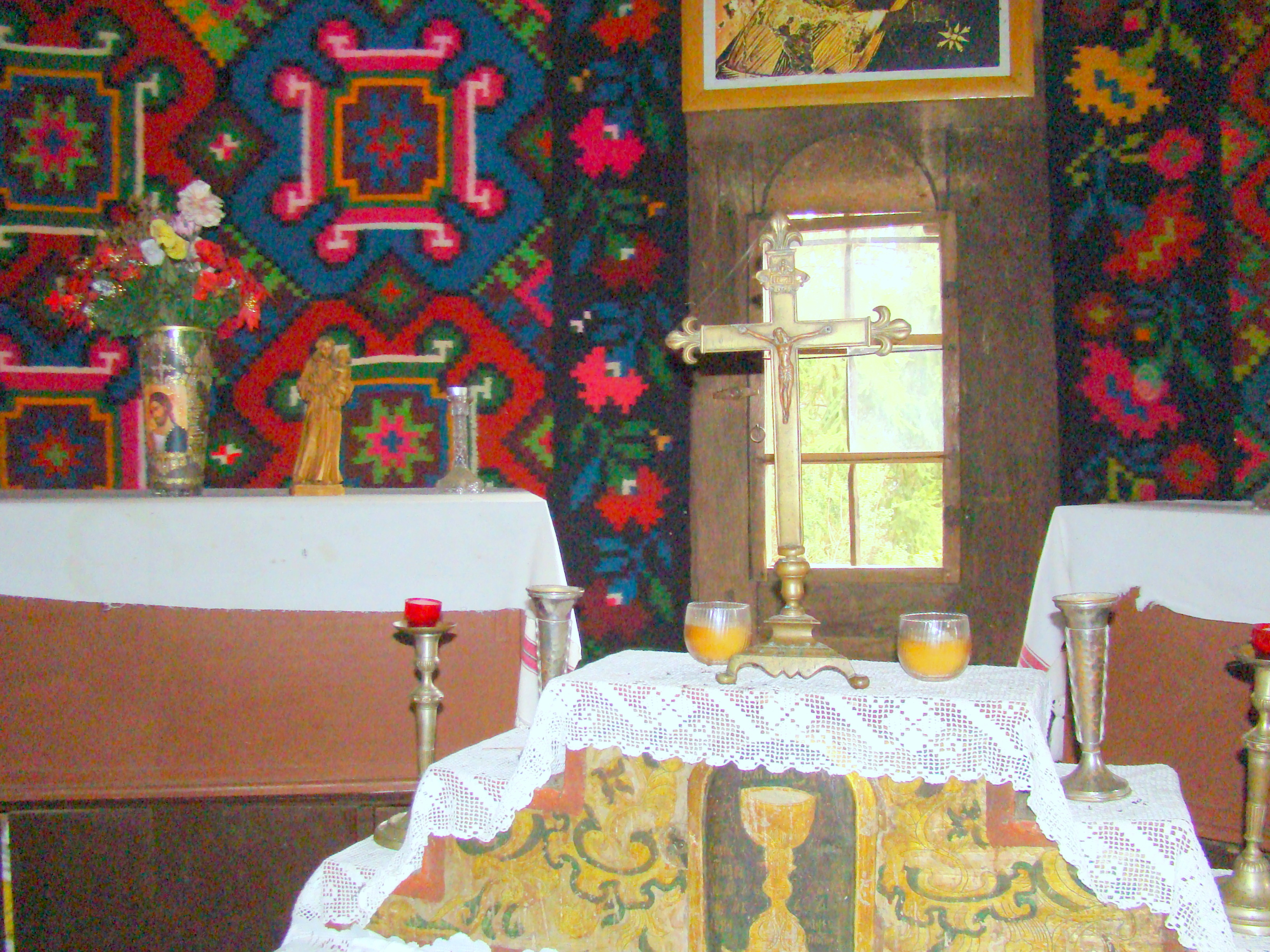
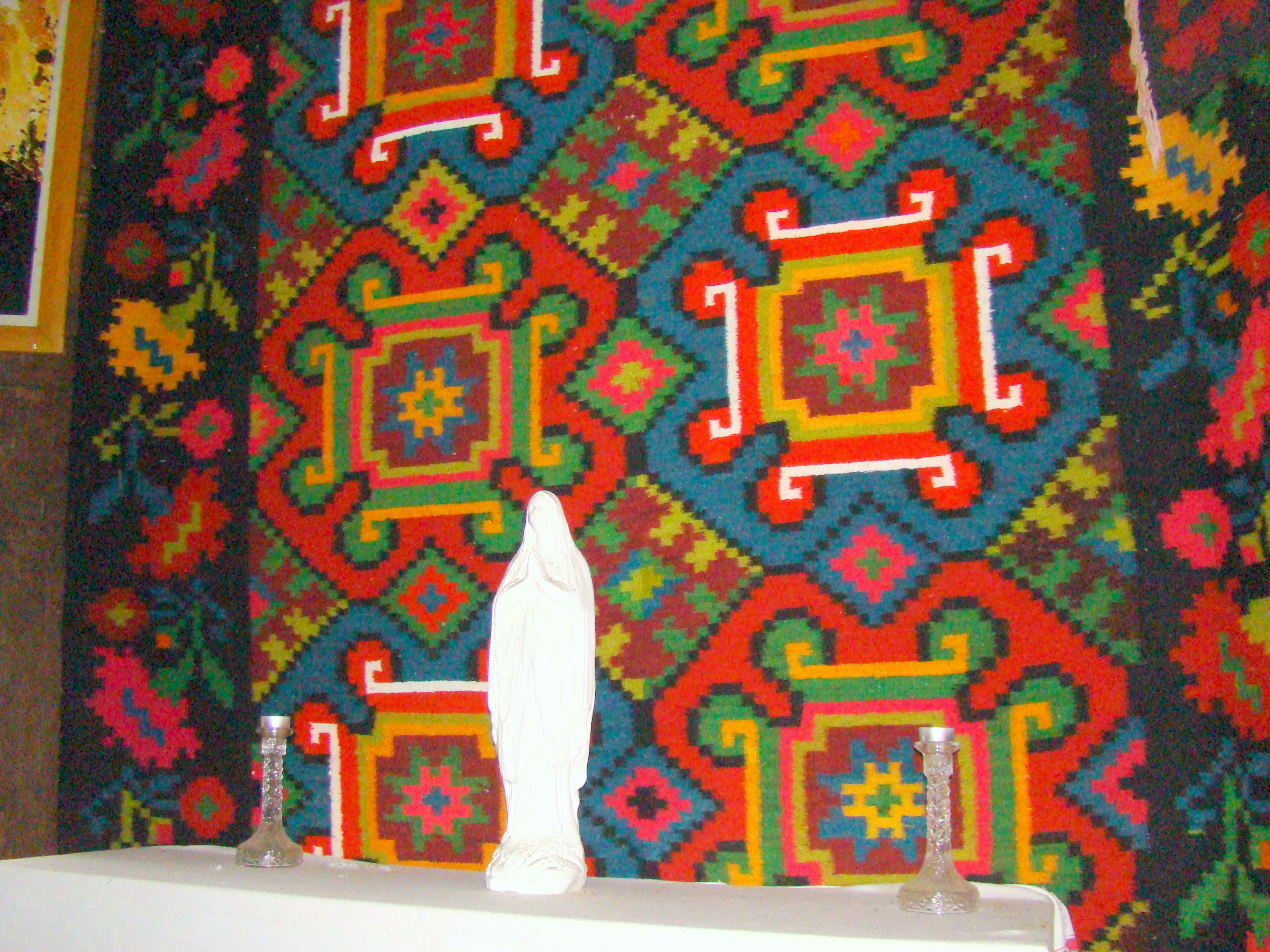
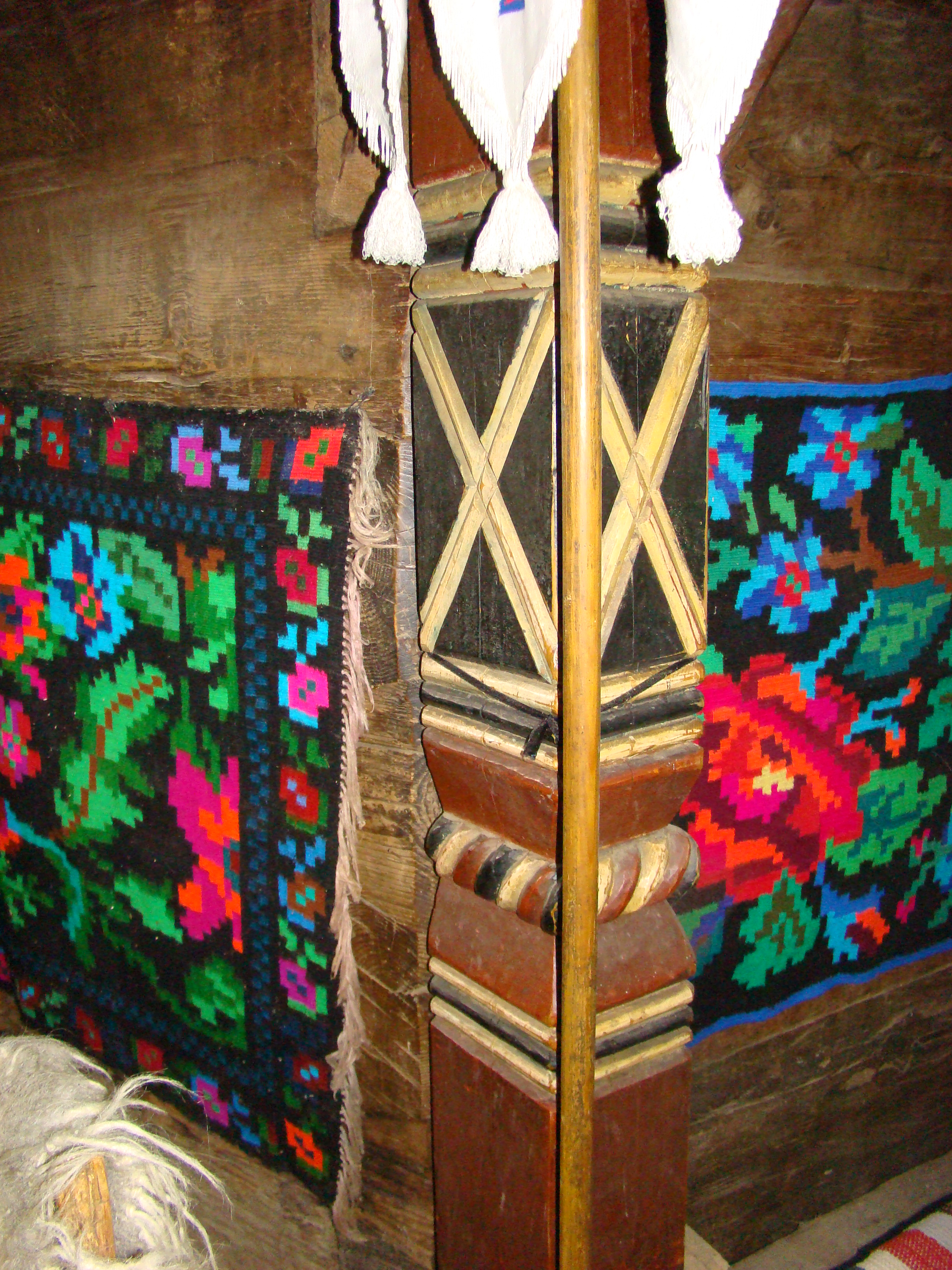
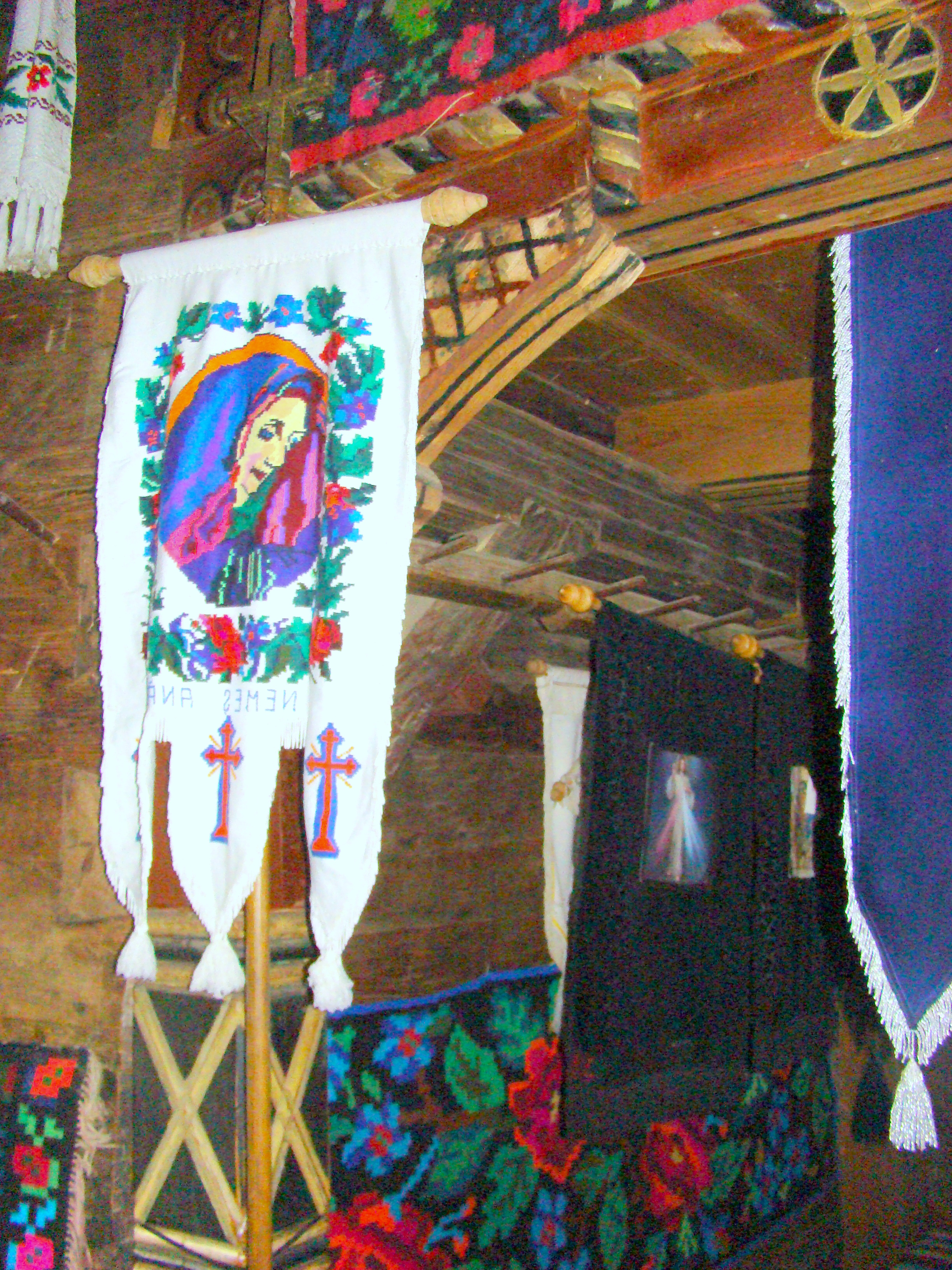
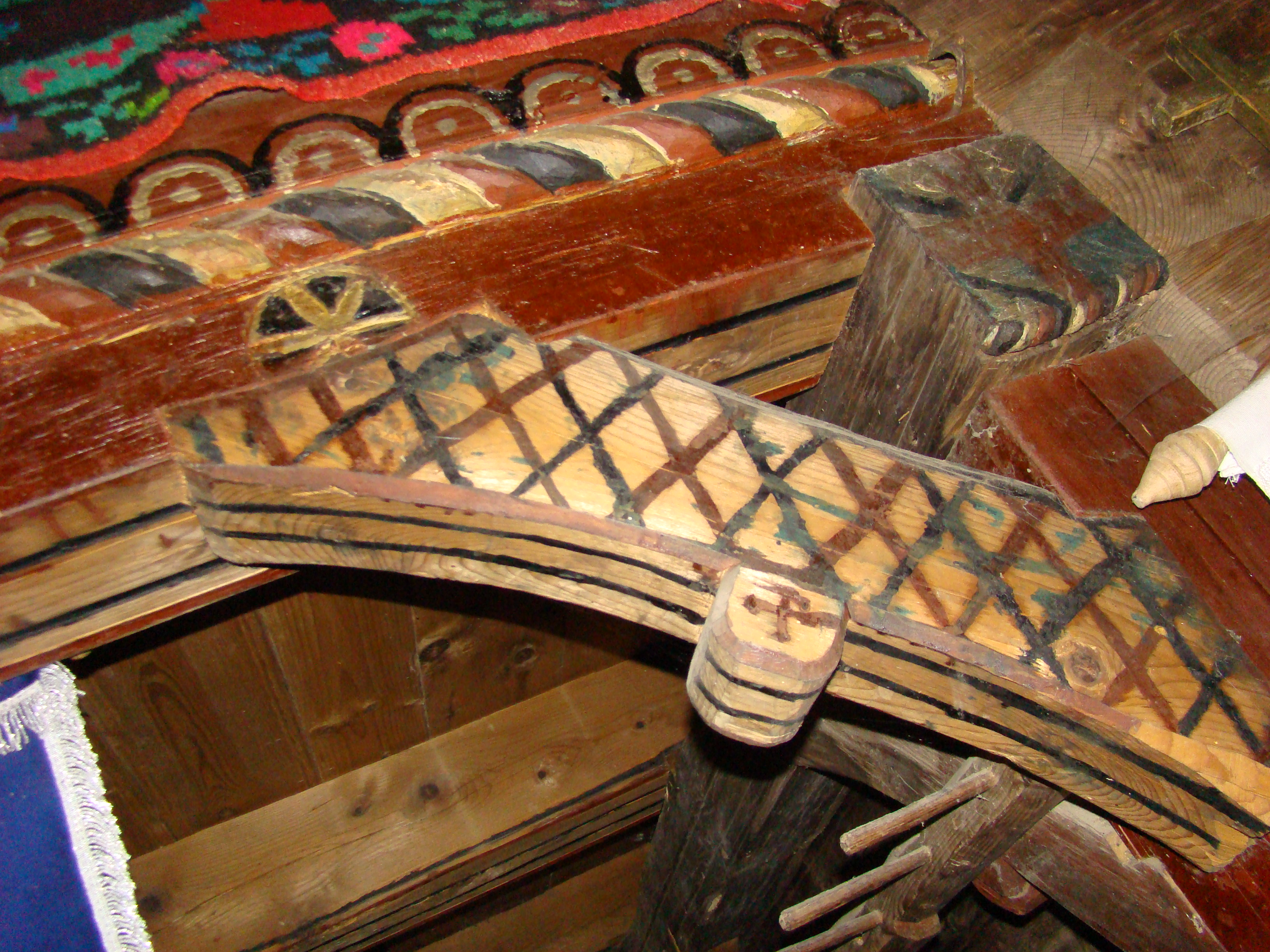
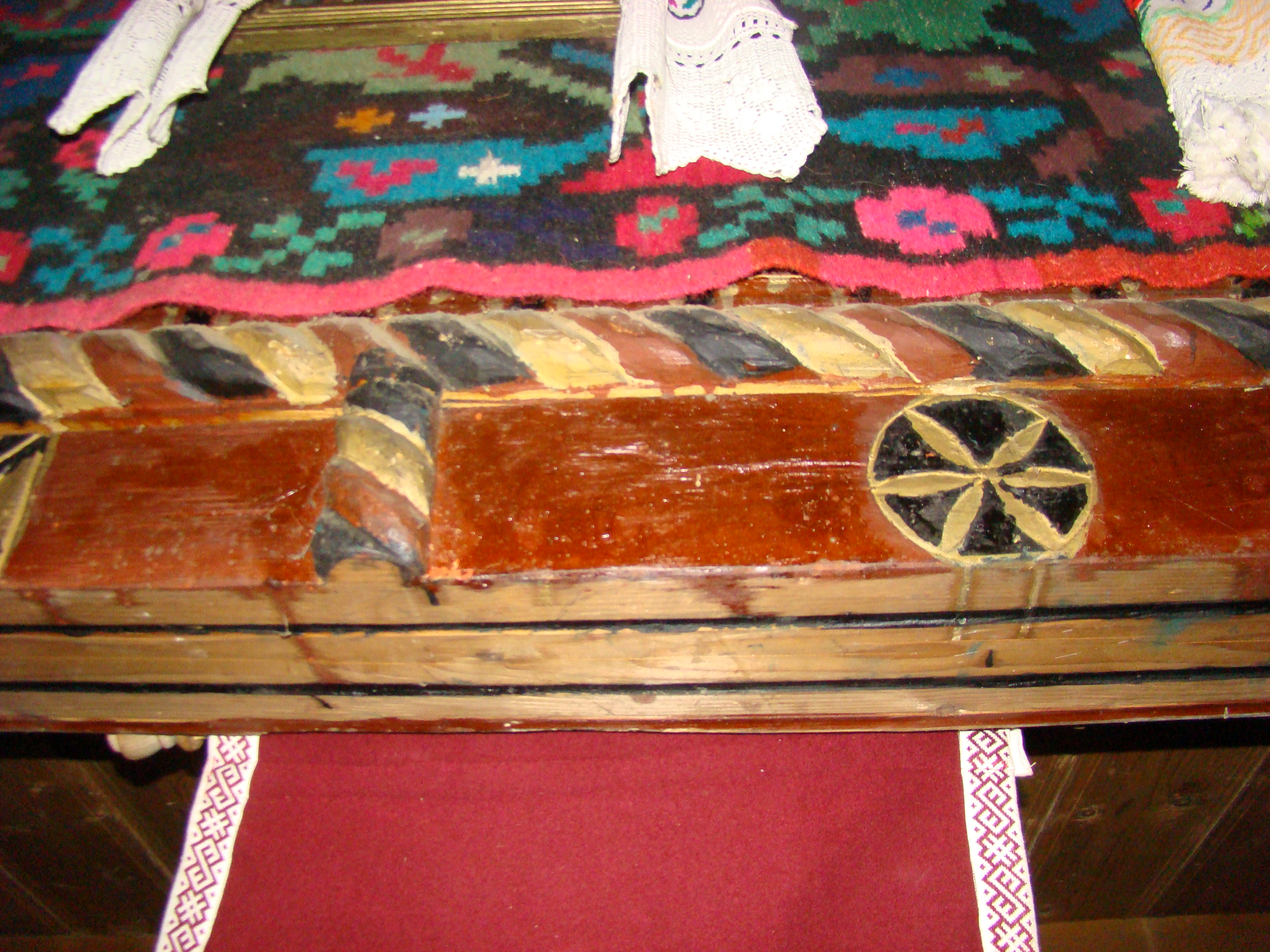
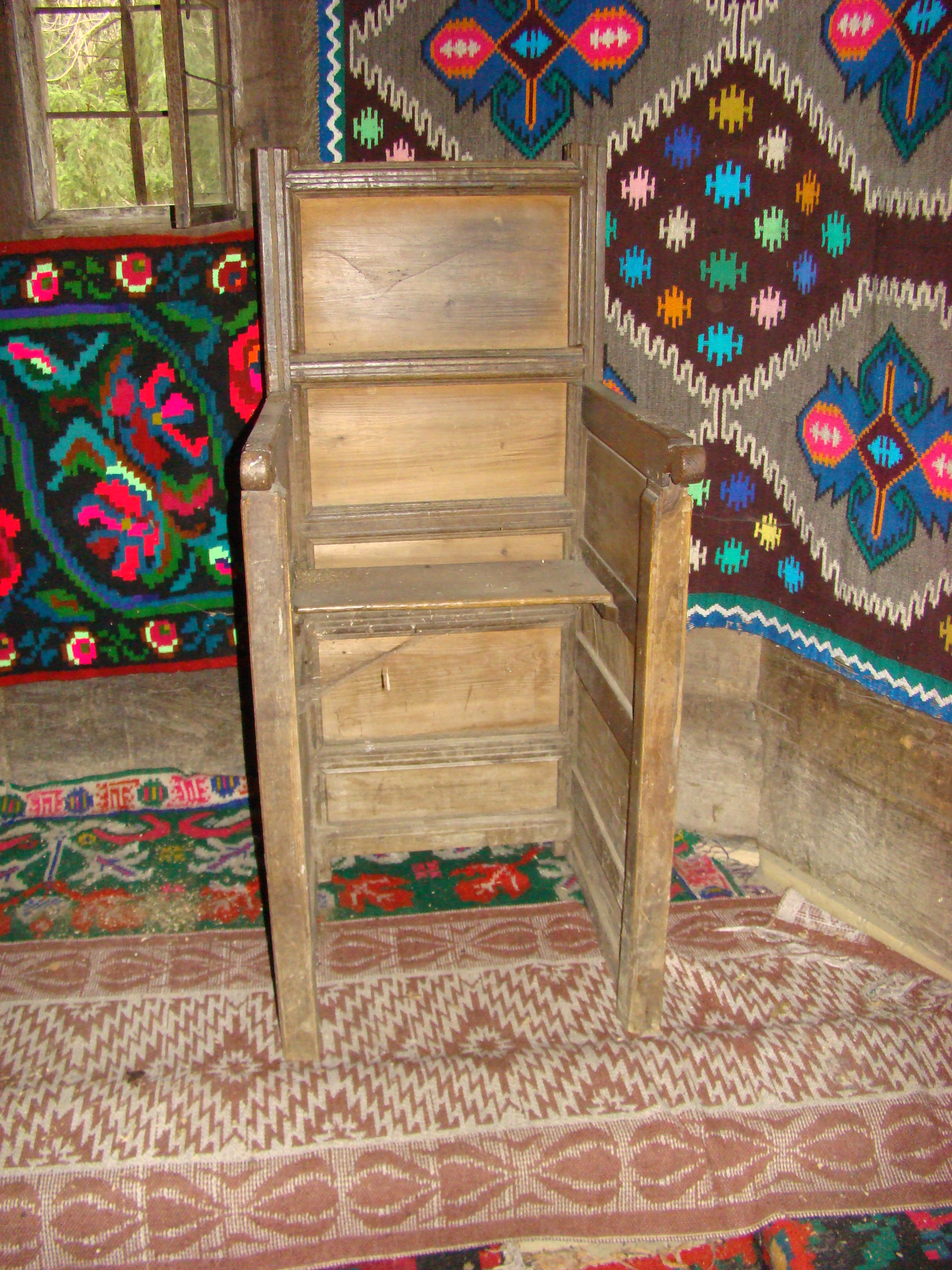
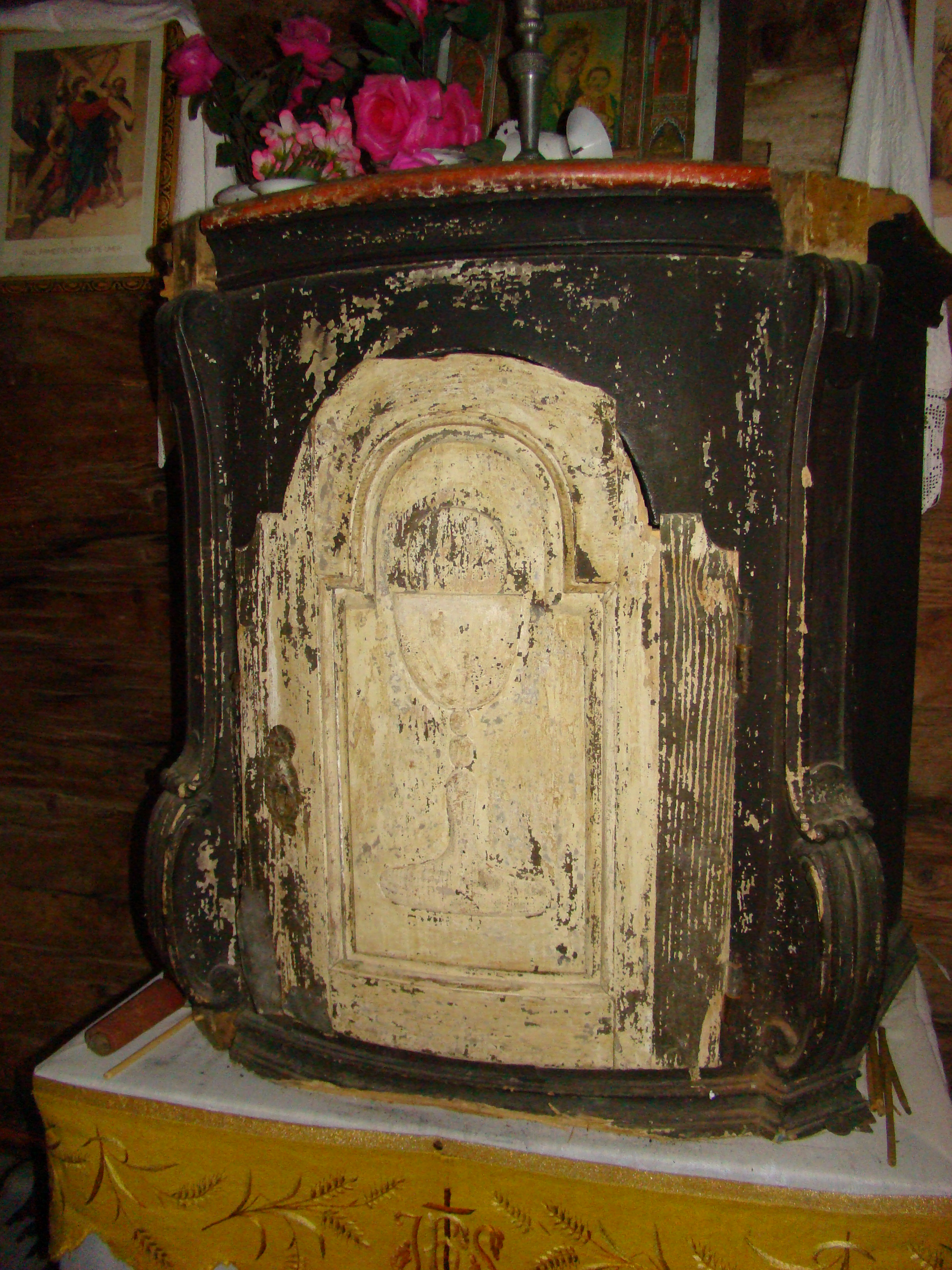
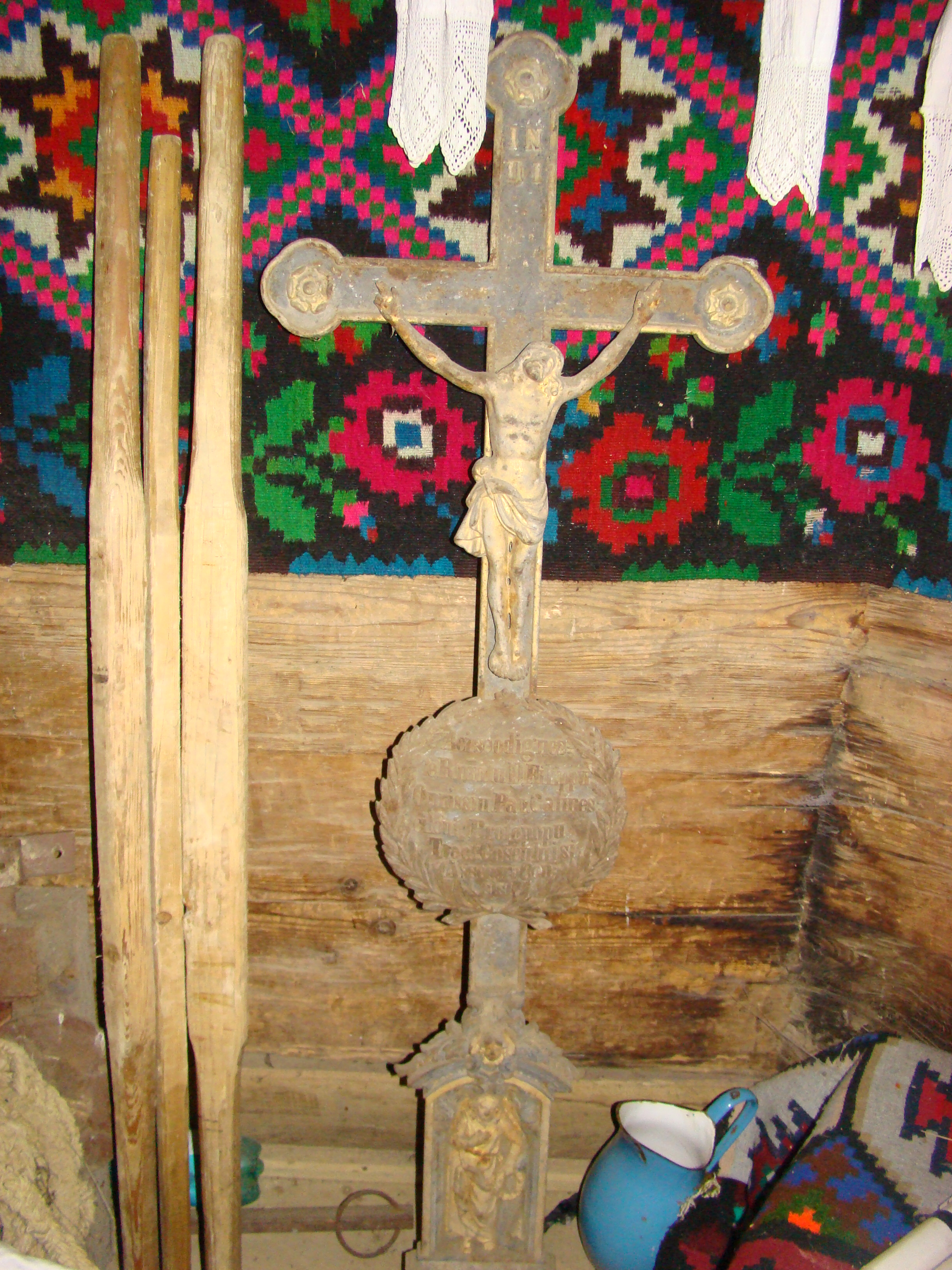
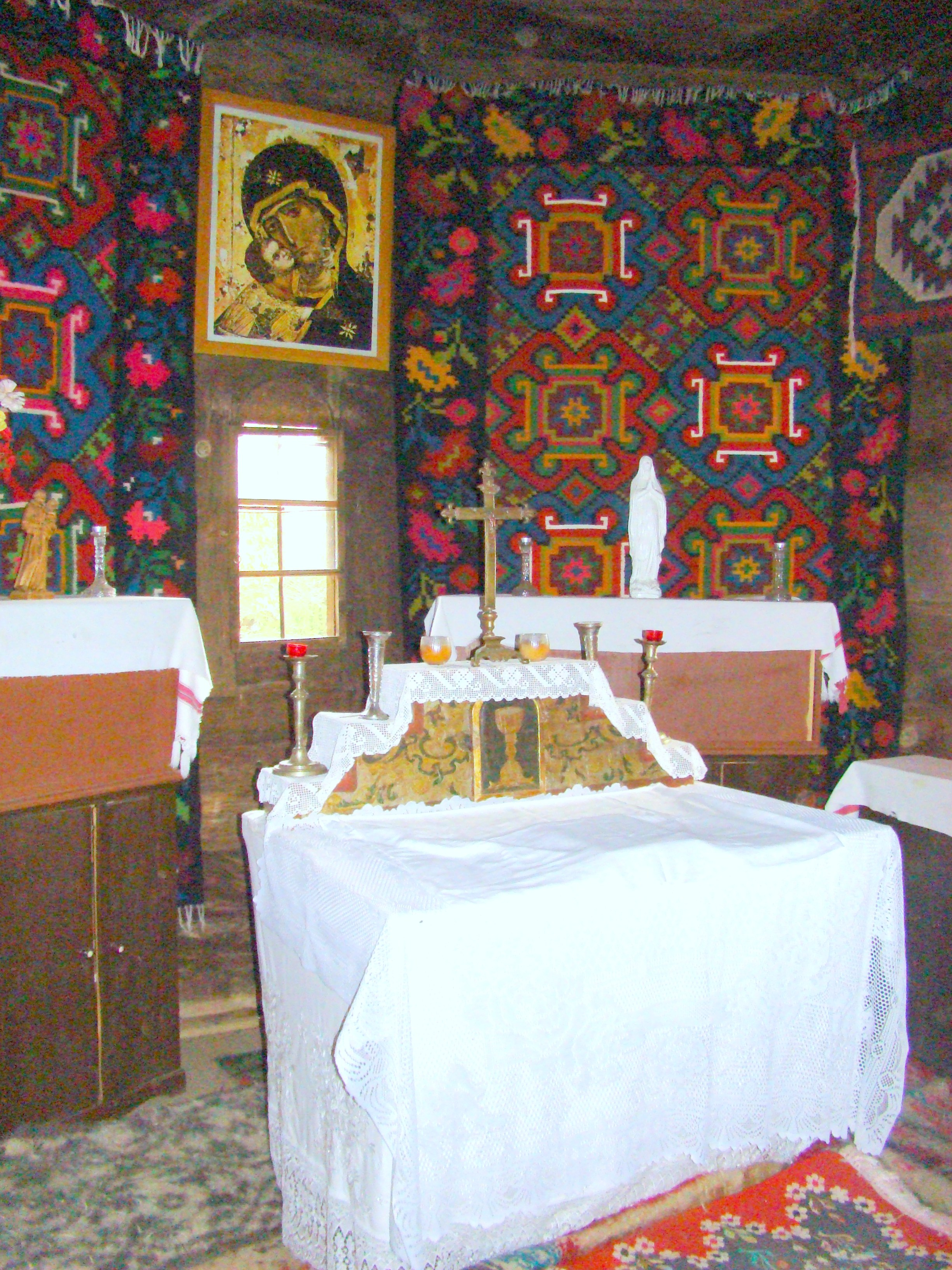

## Imagini din exterior

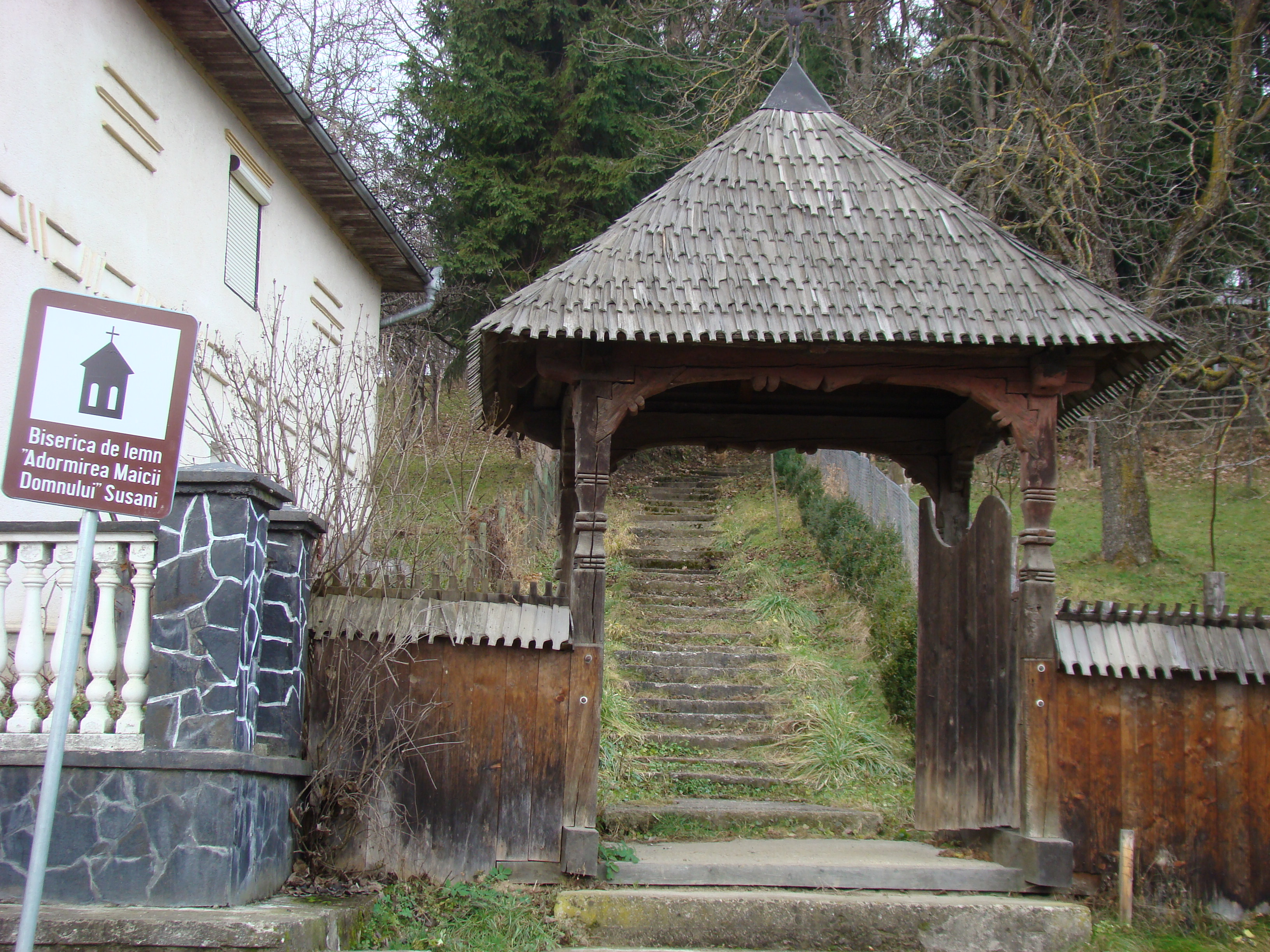
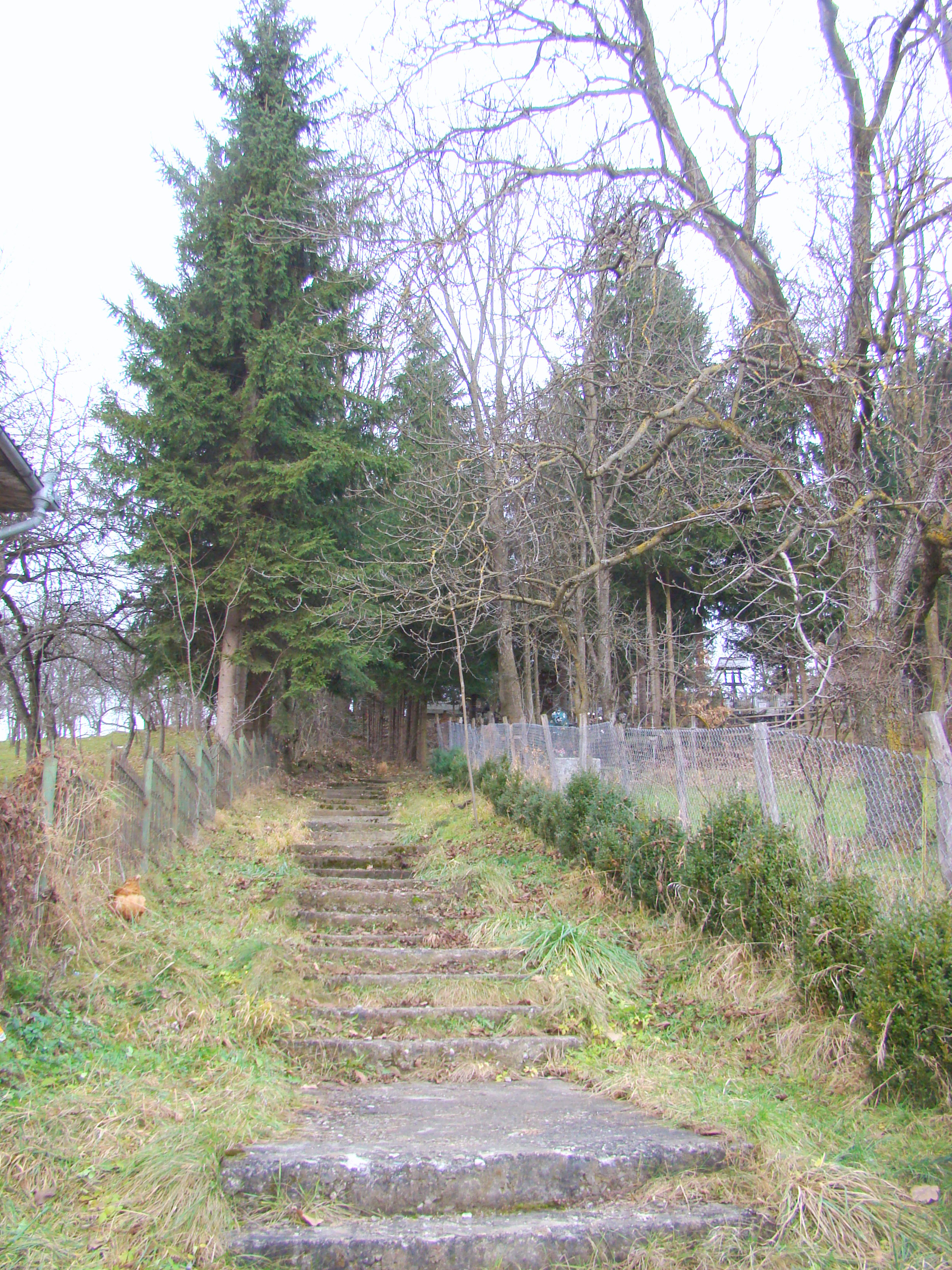
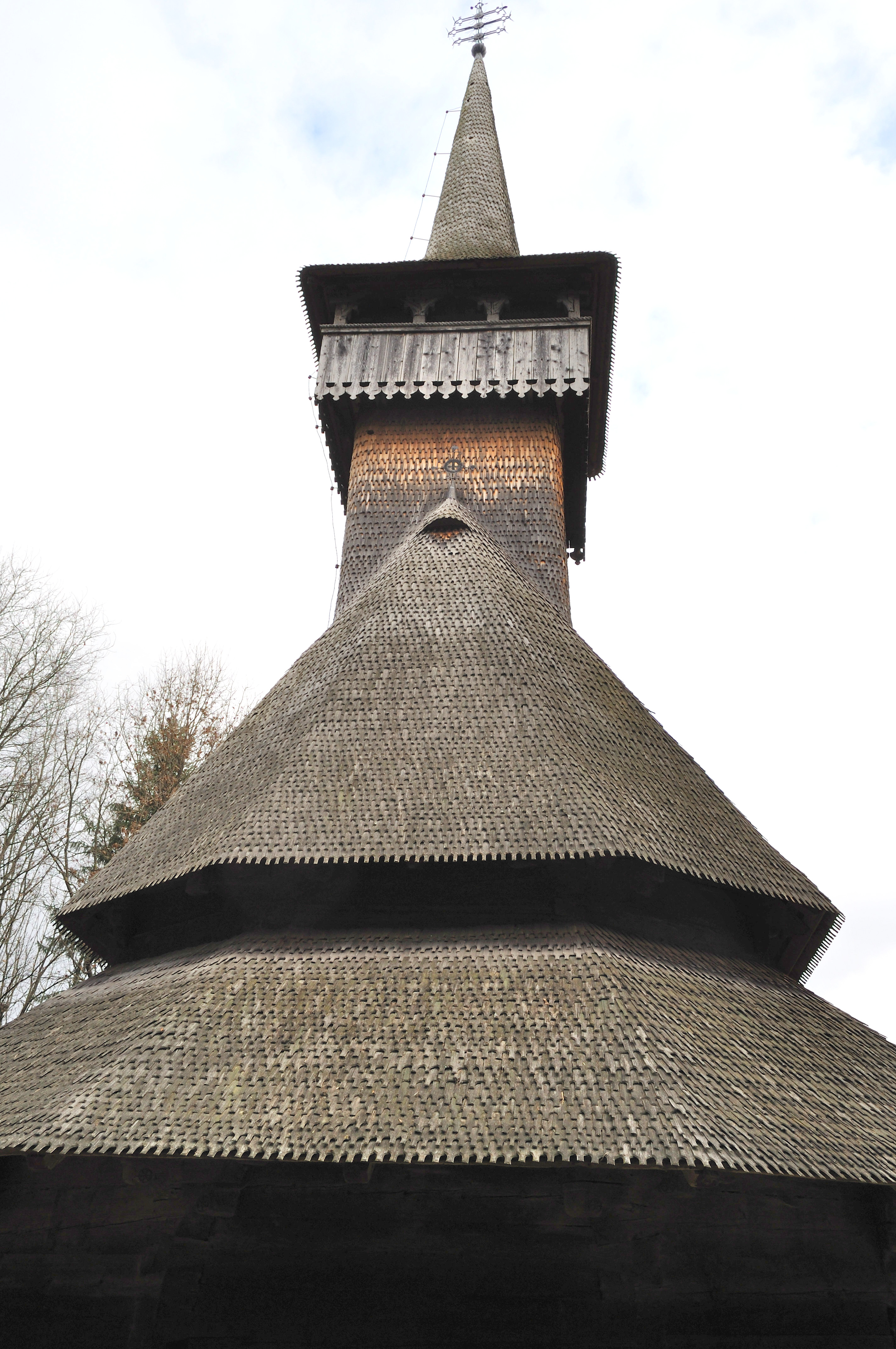
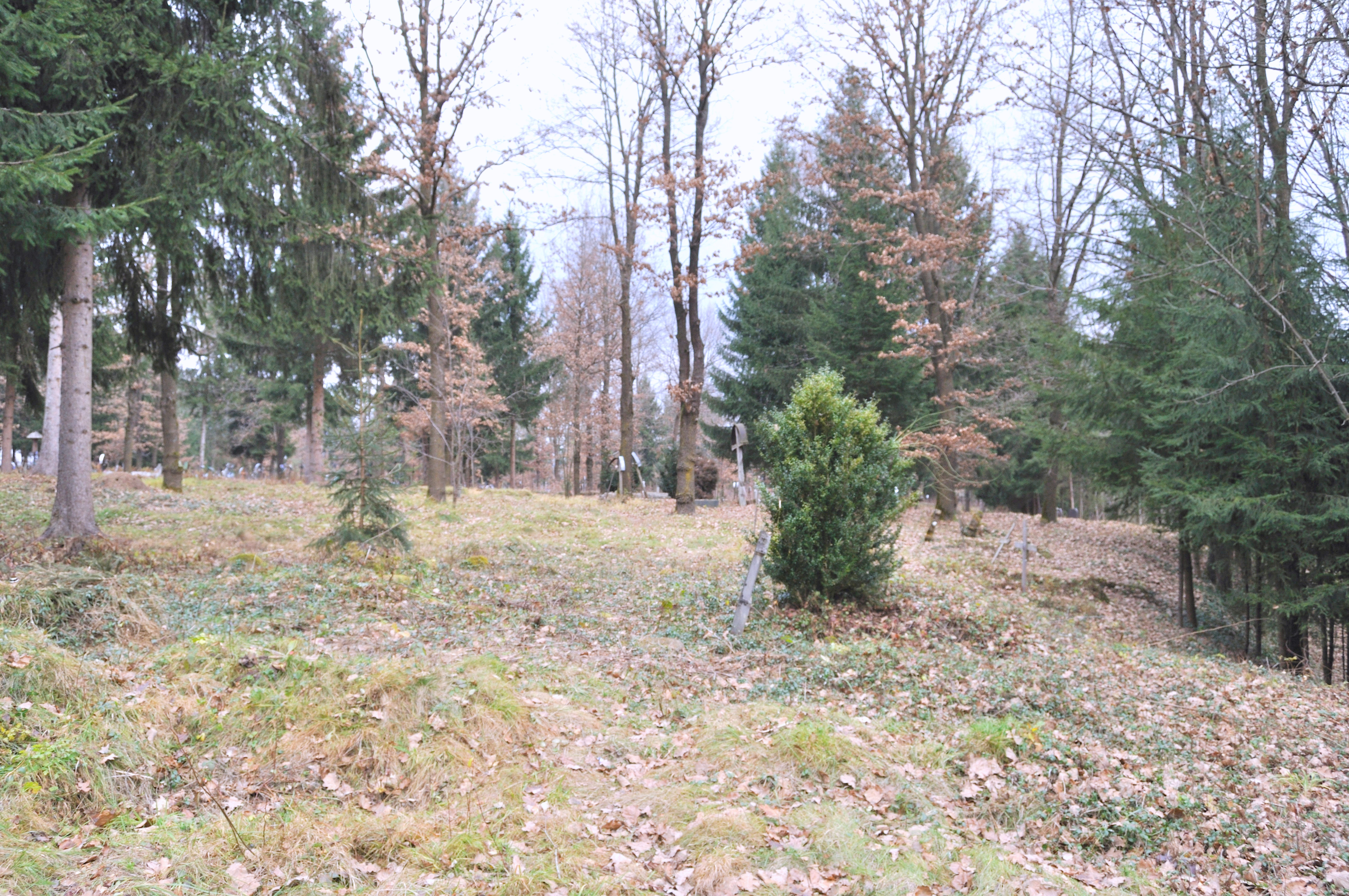
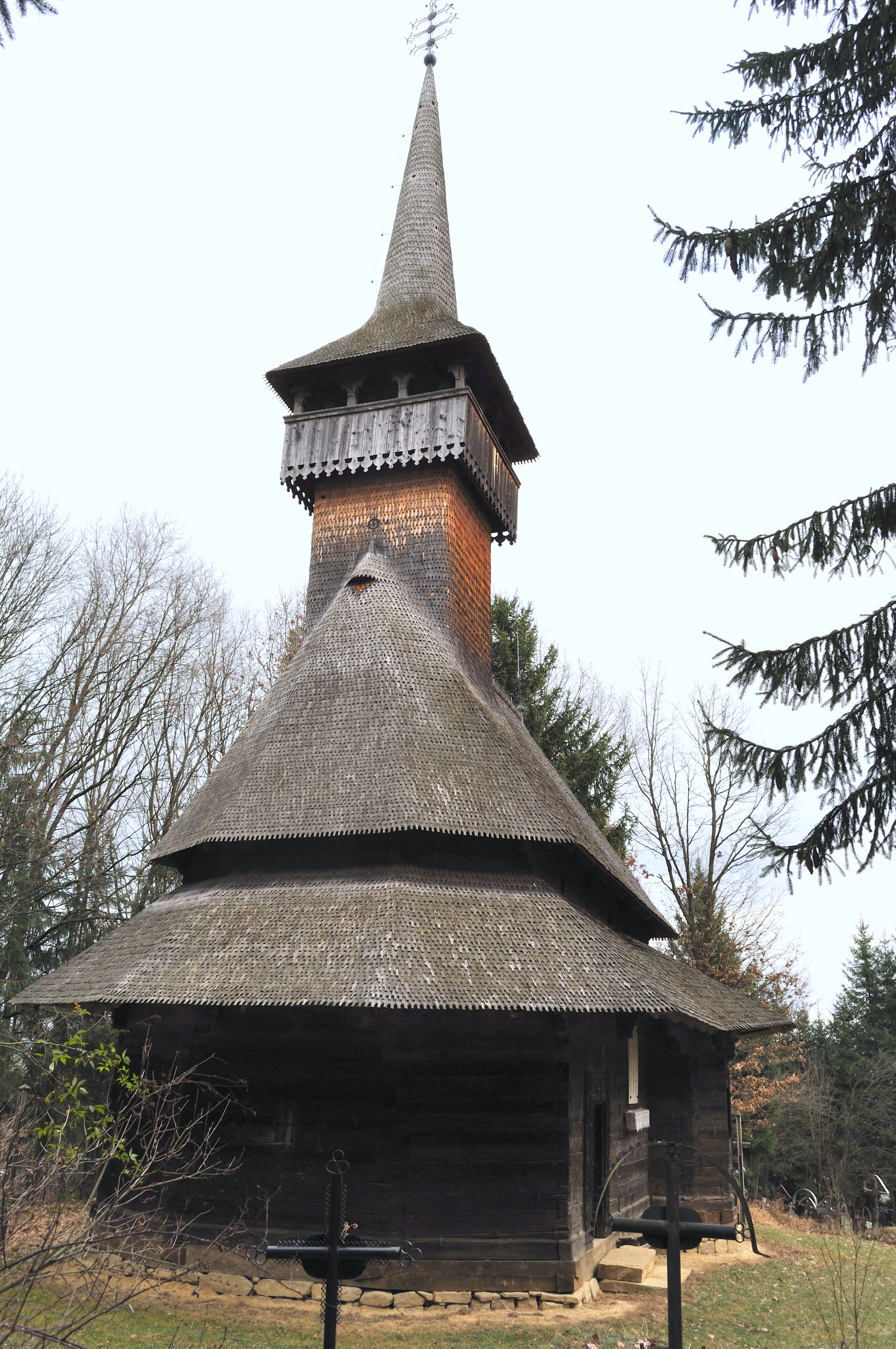
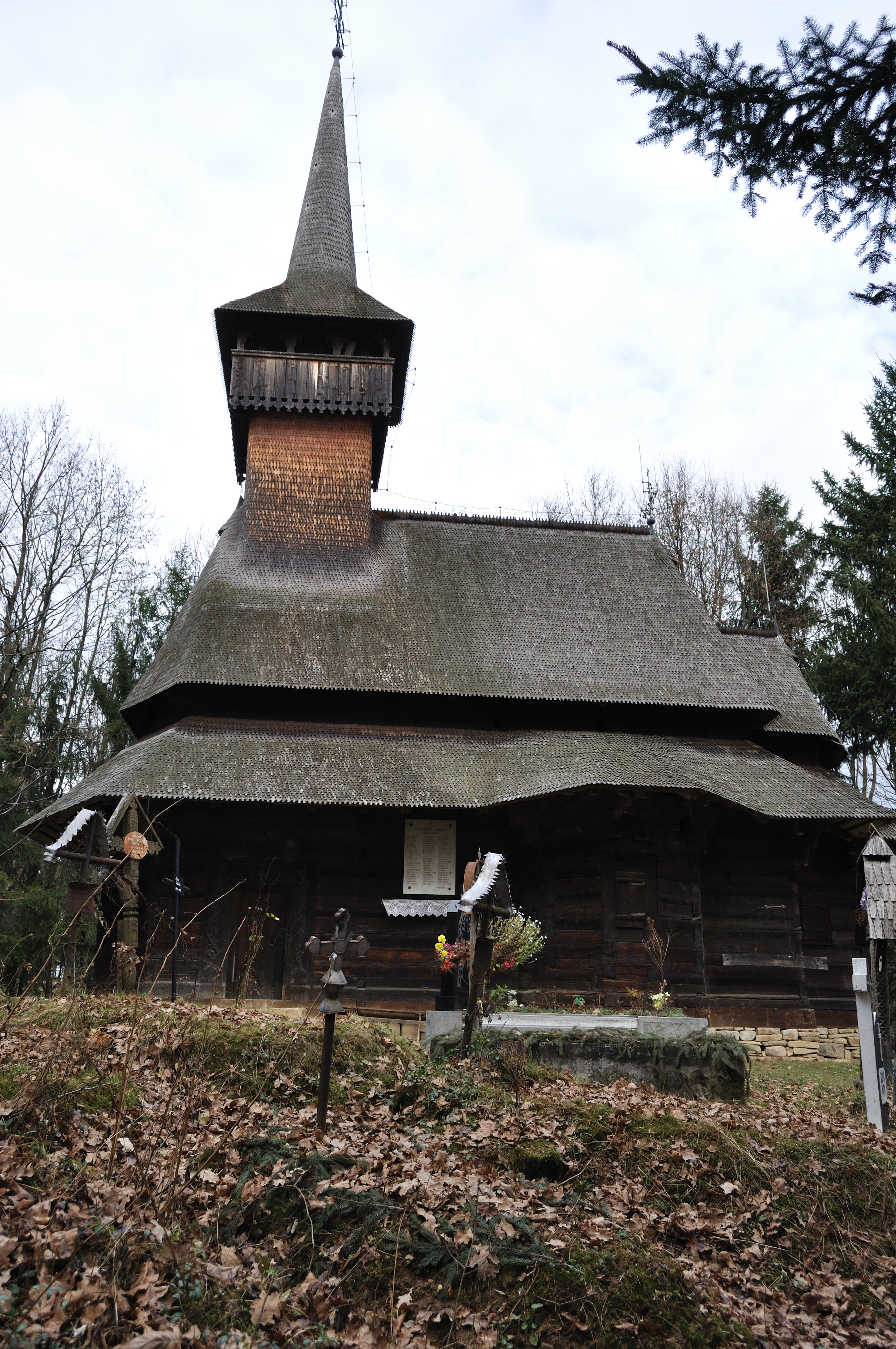
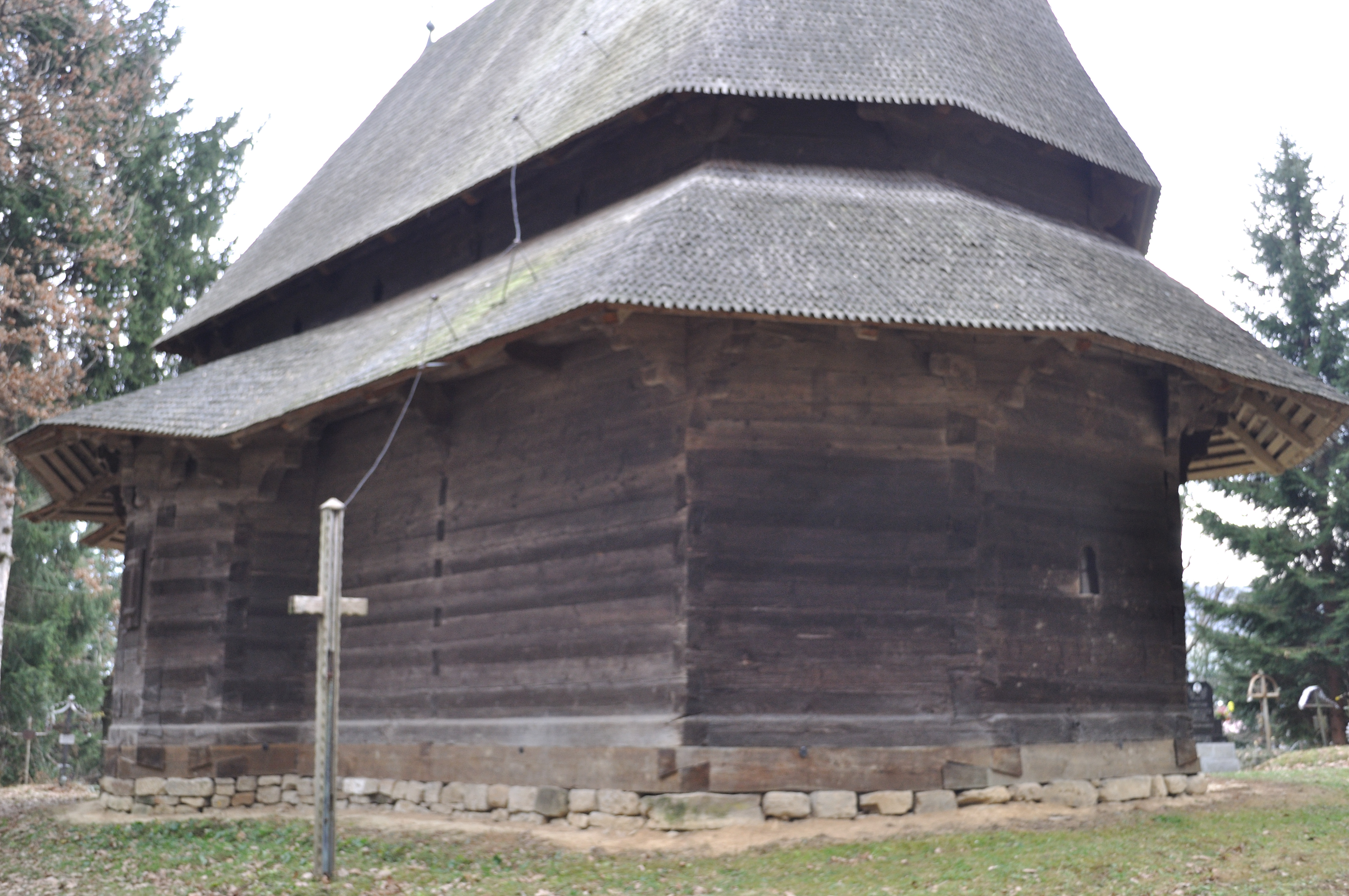
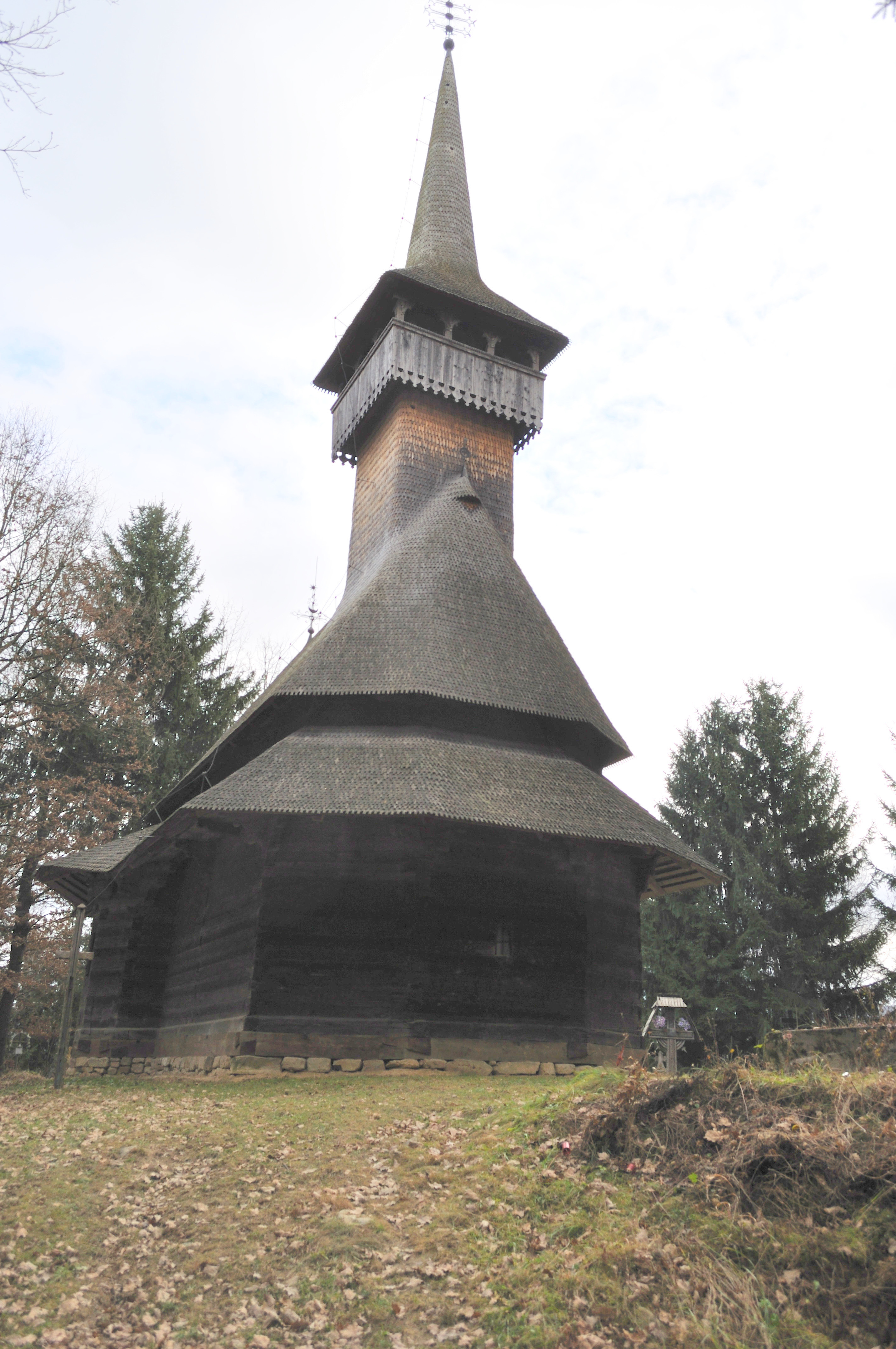
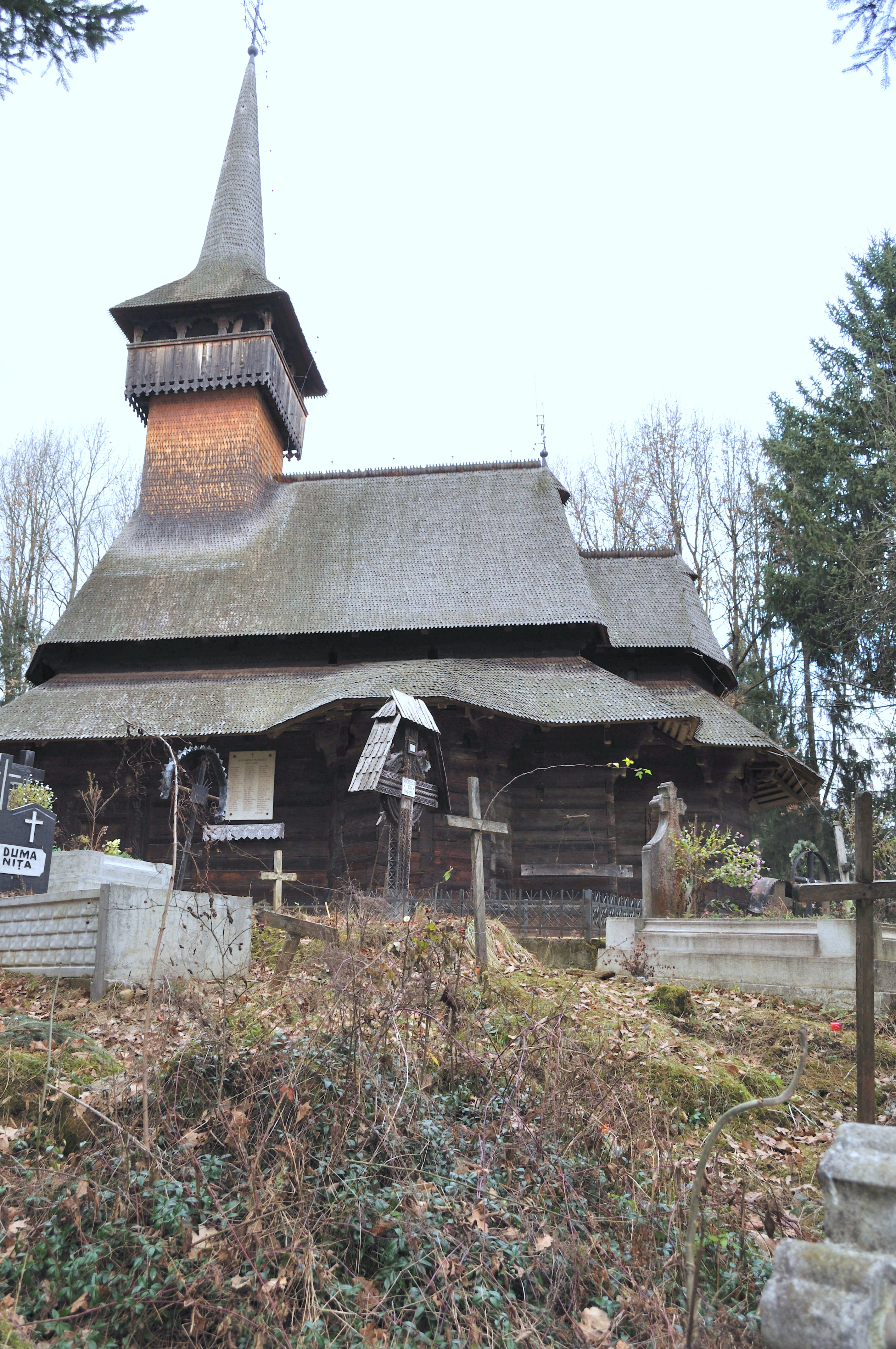
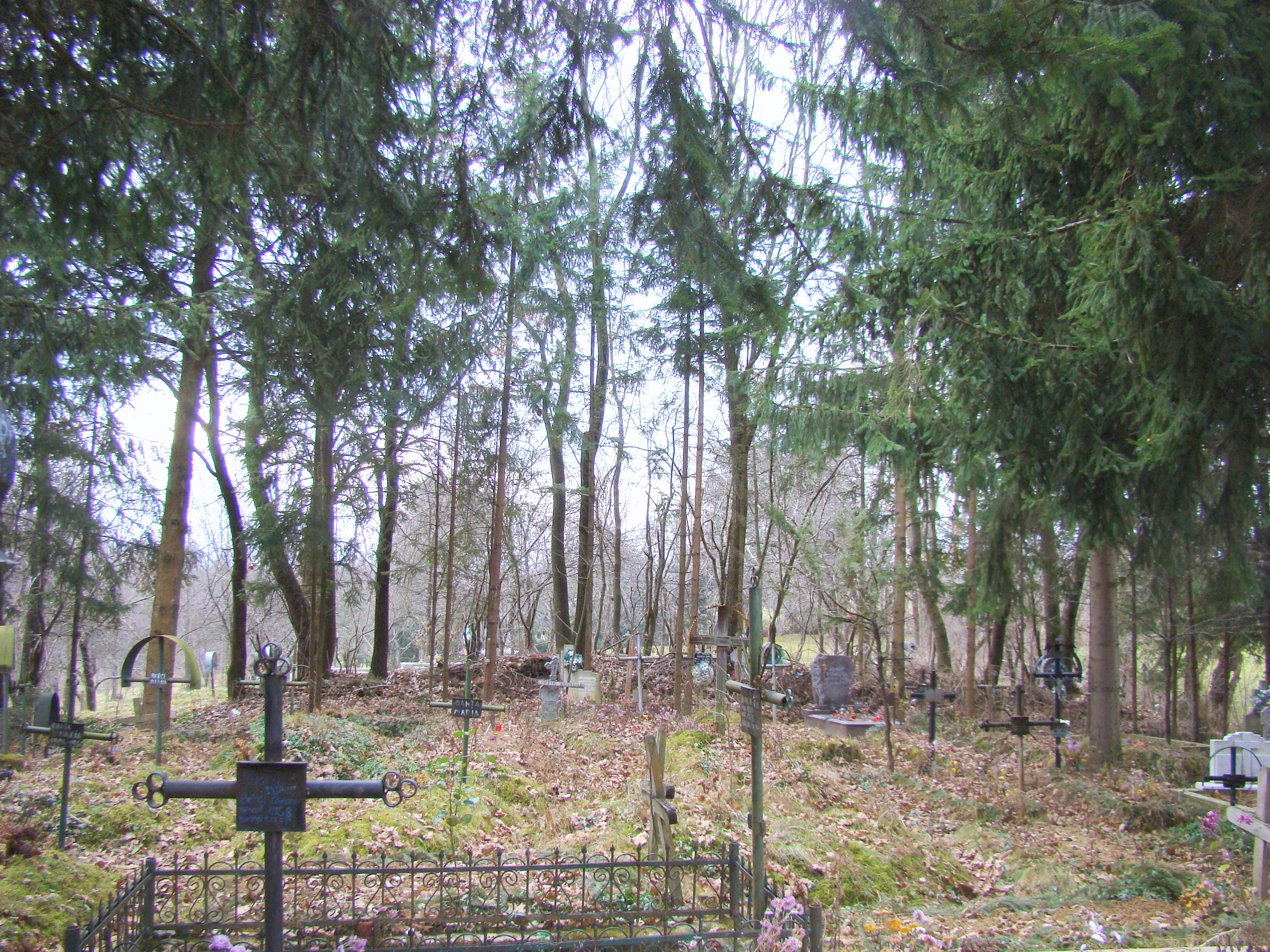
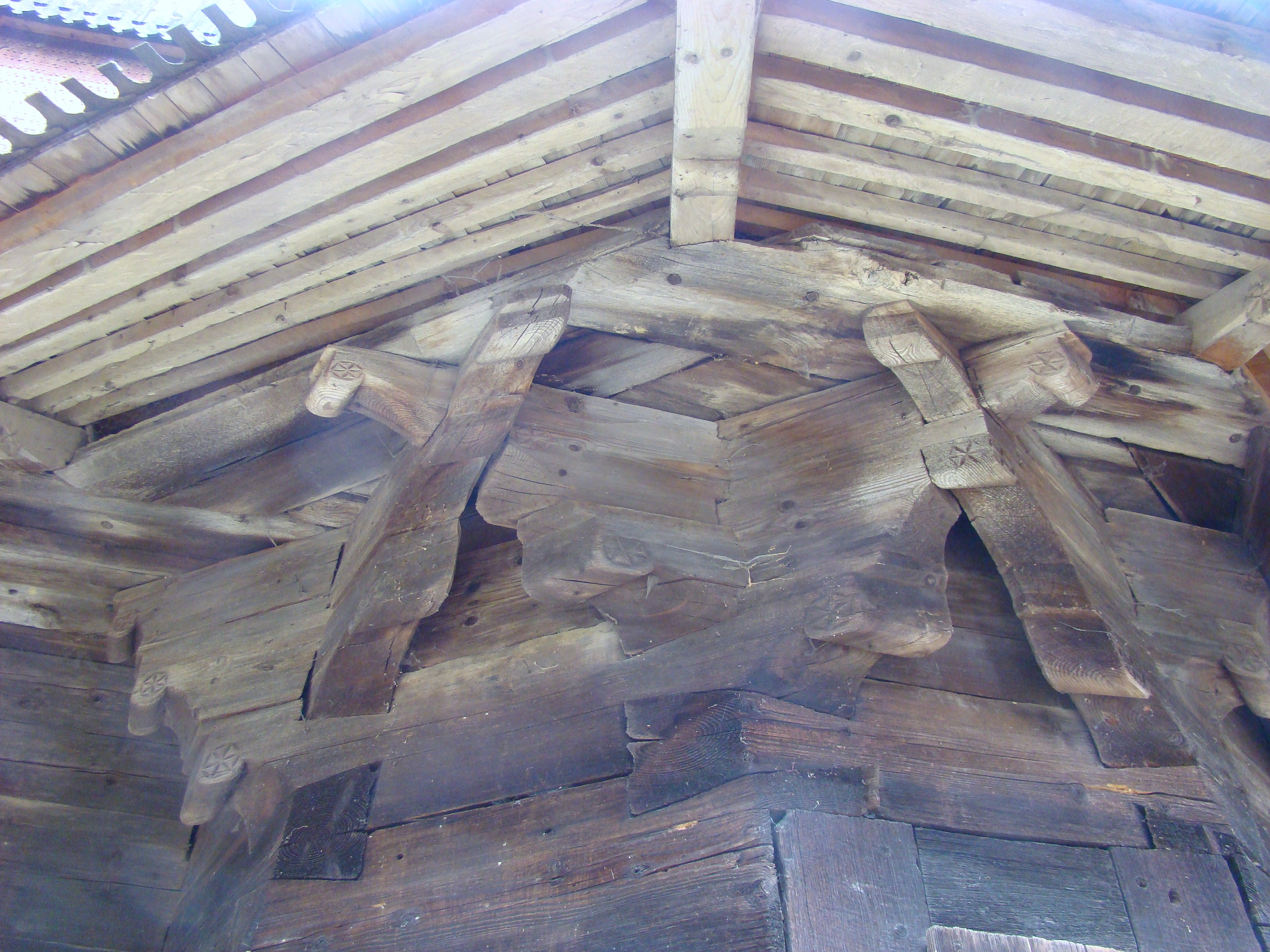
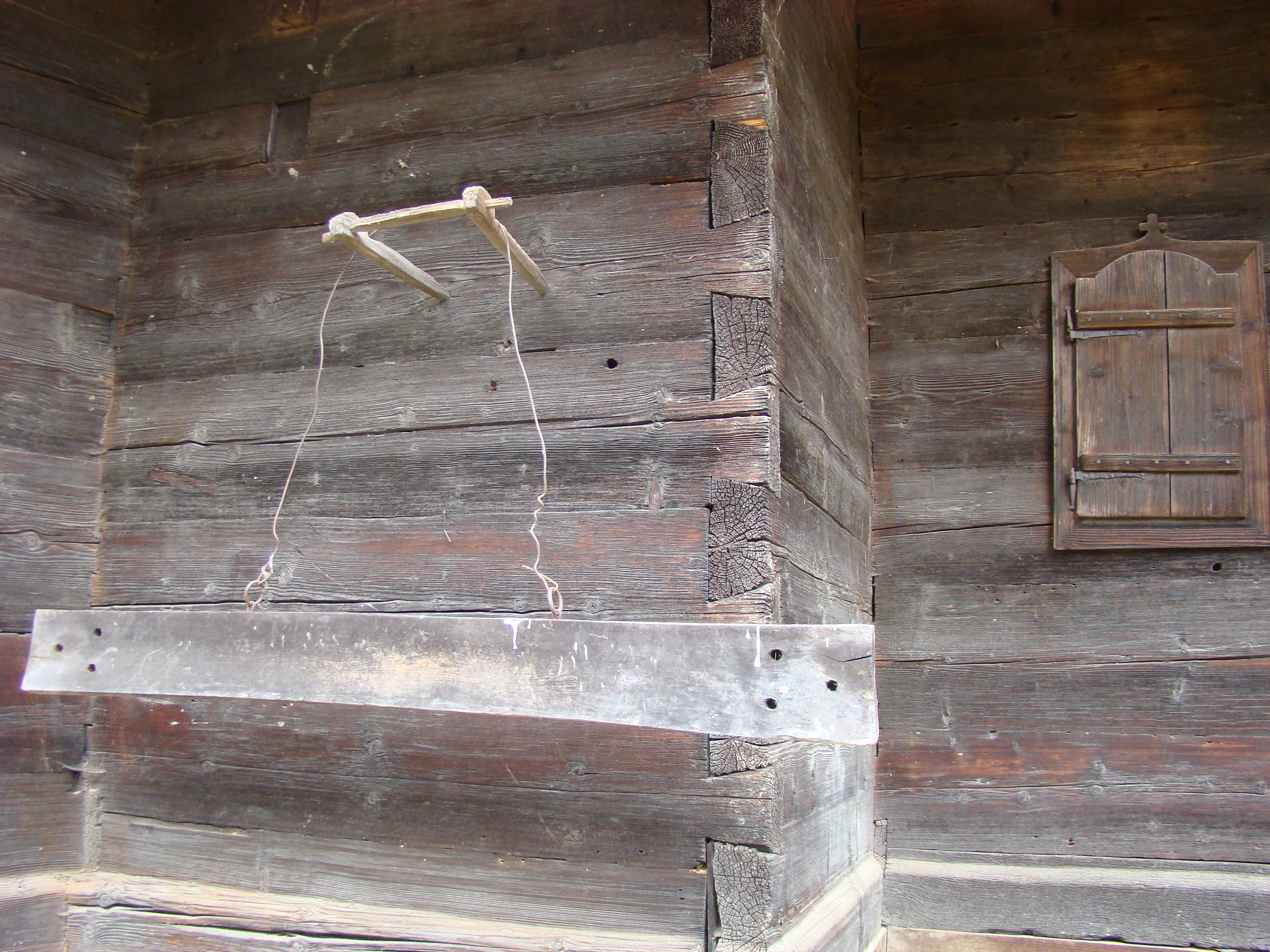
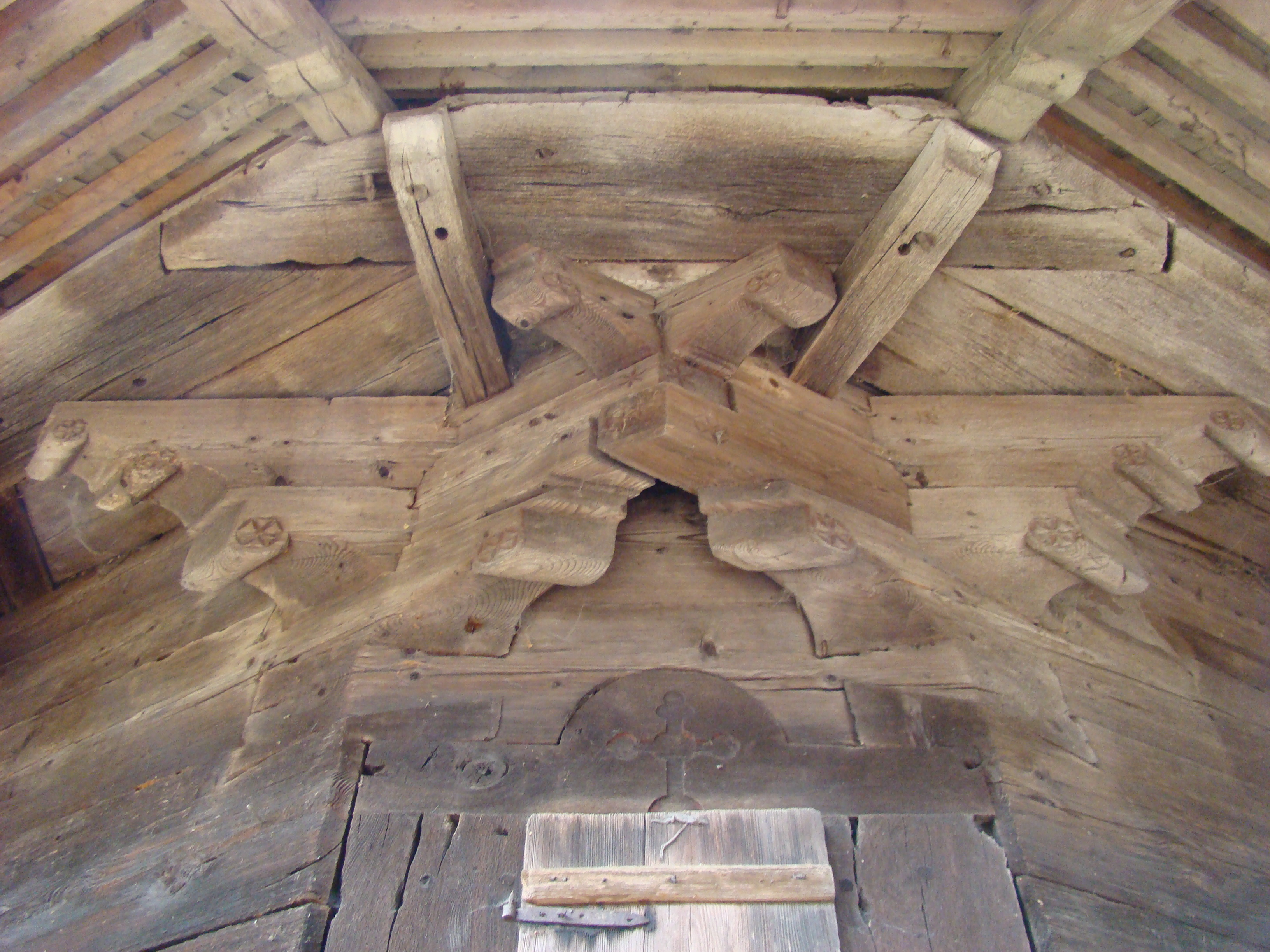
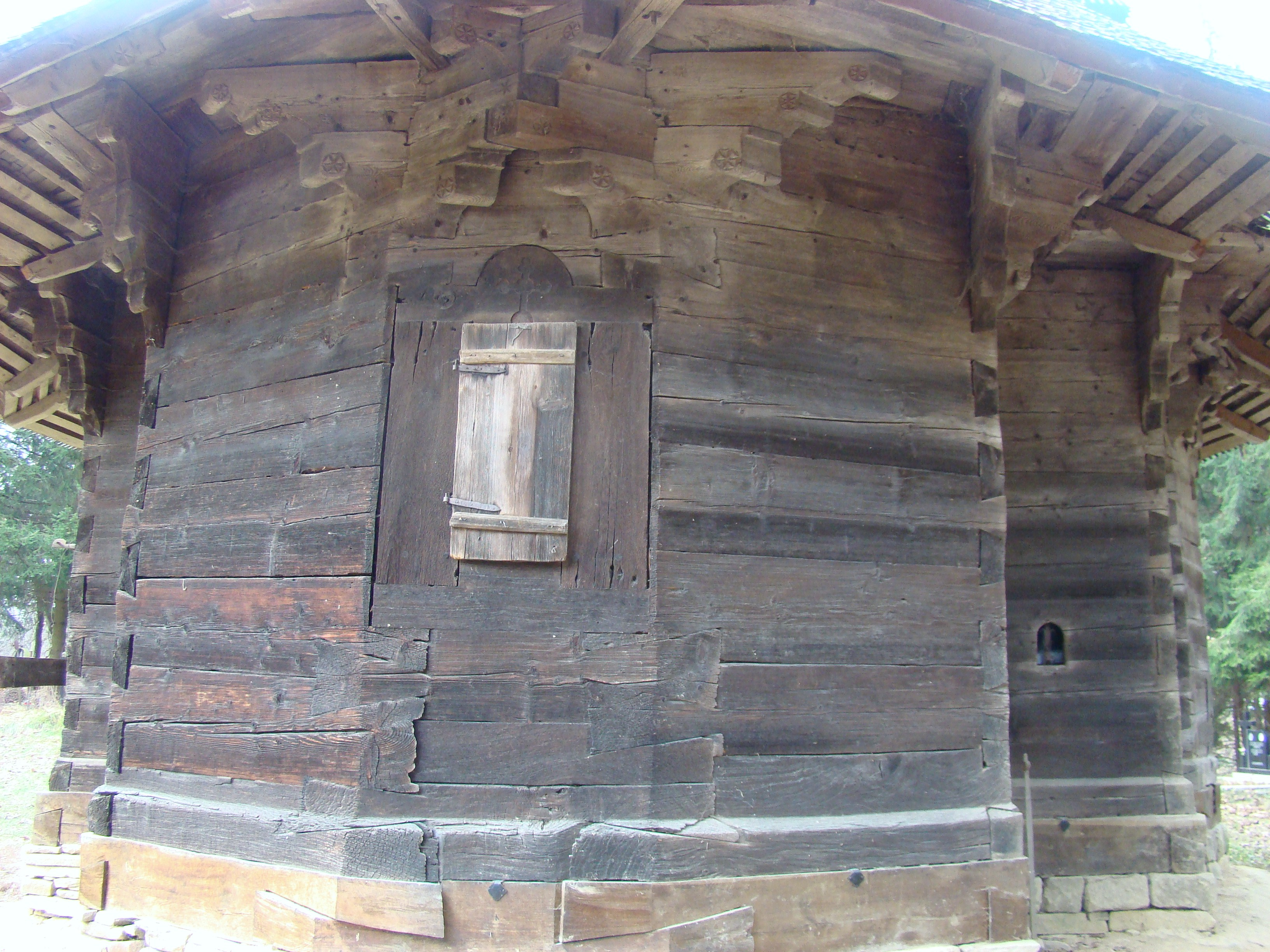
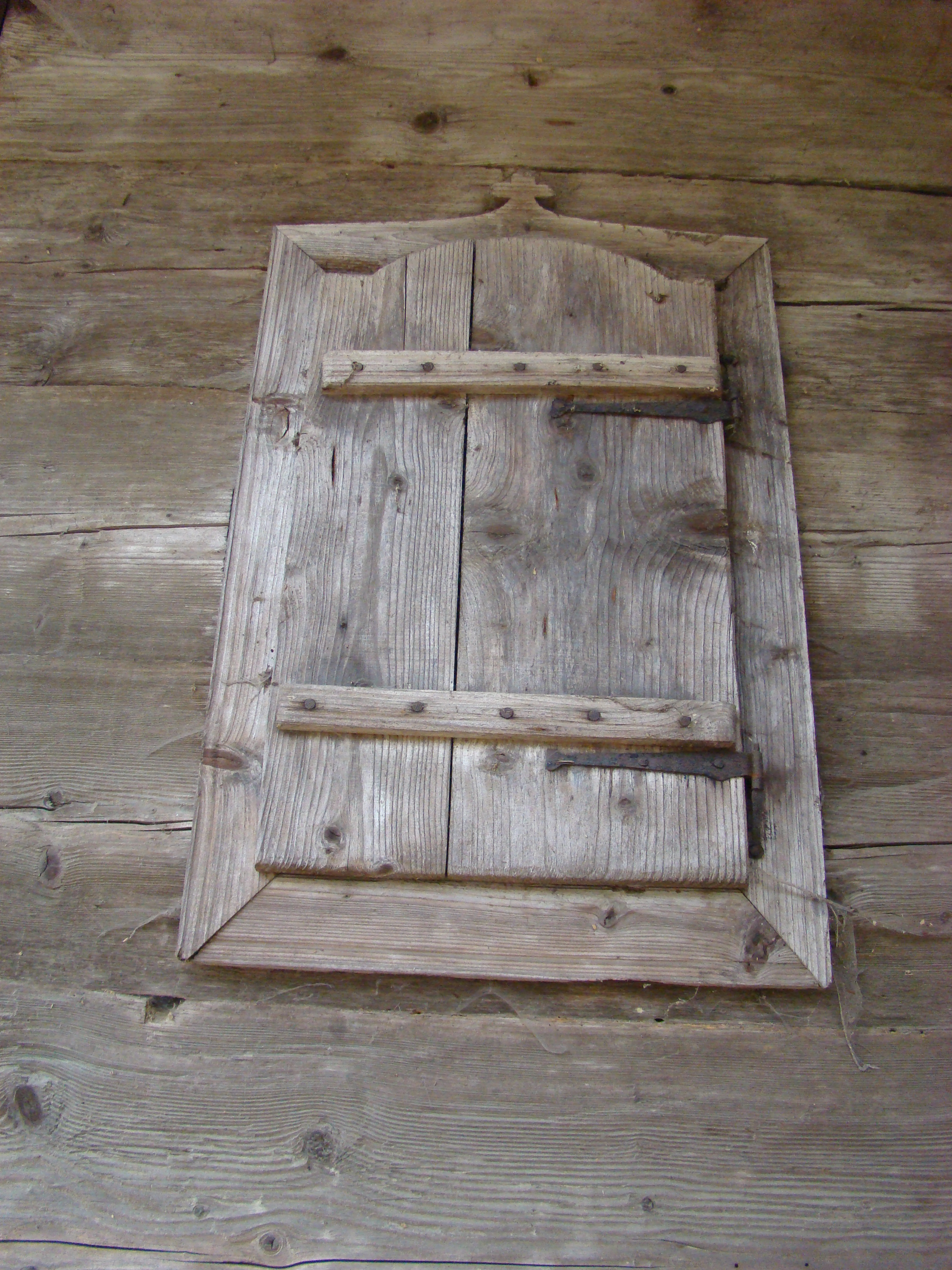
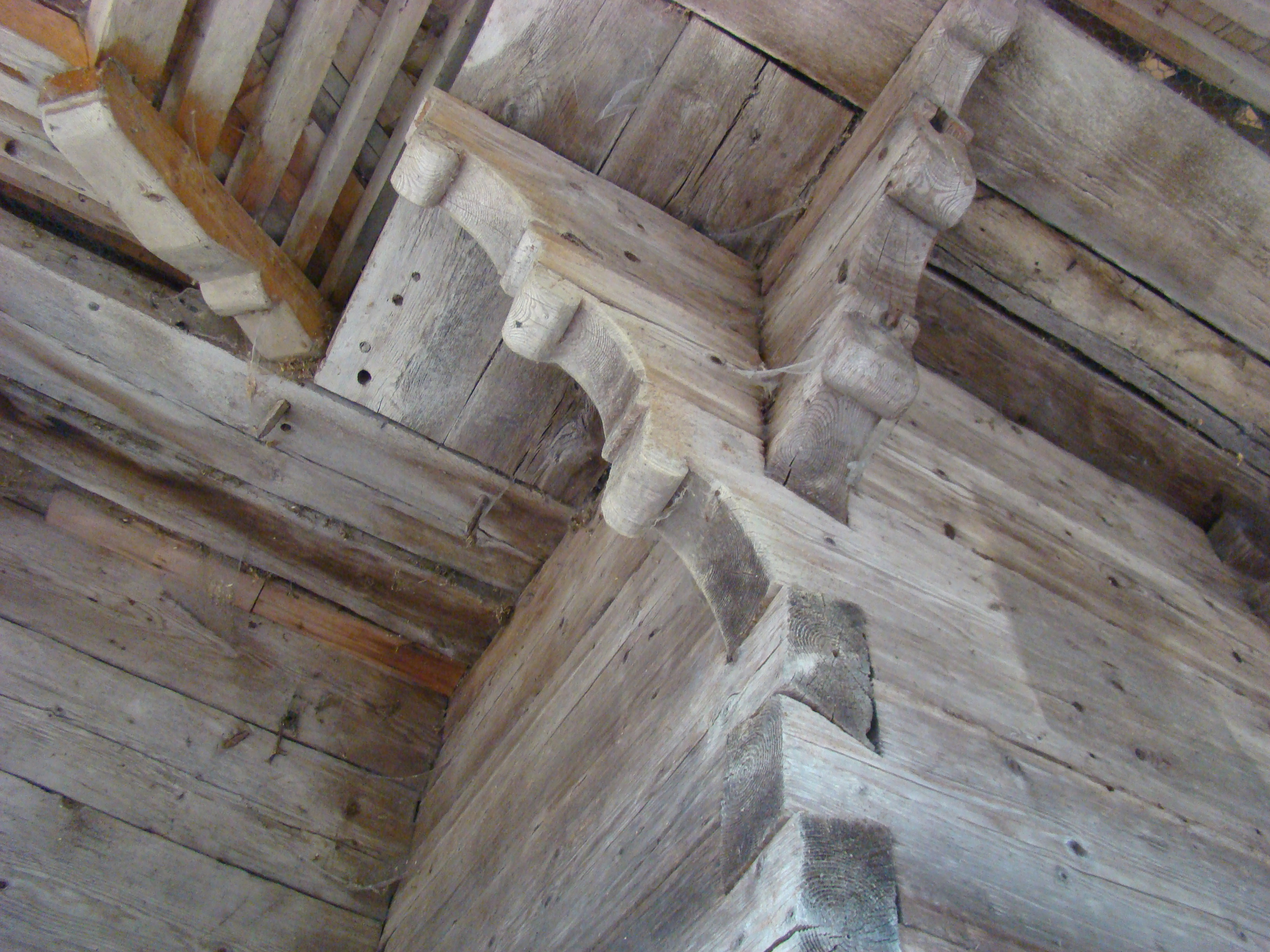
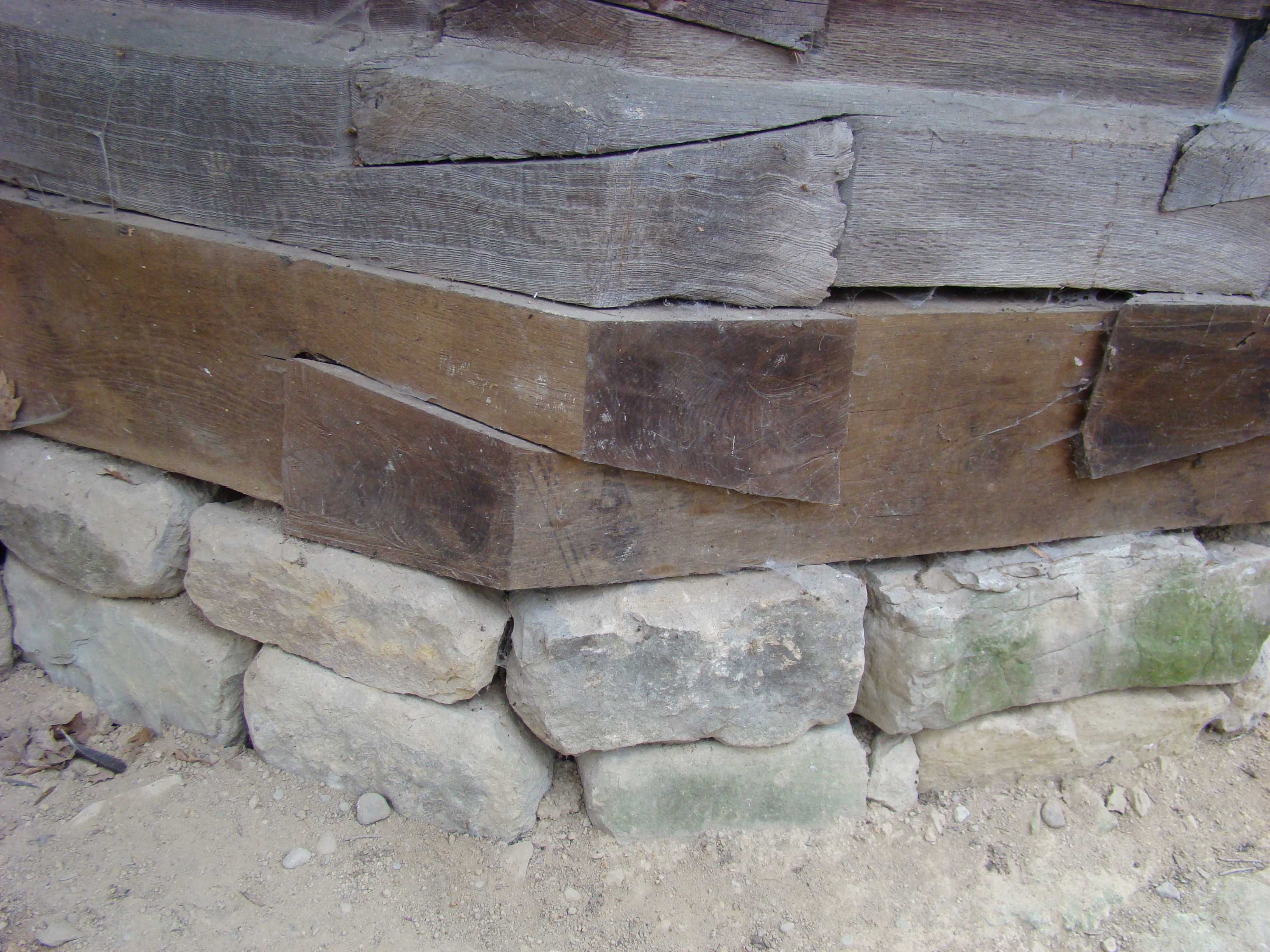
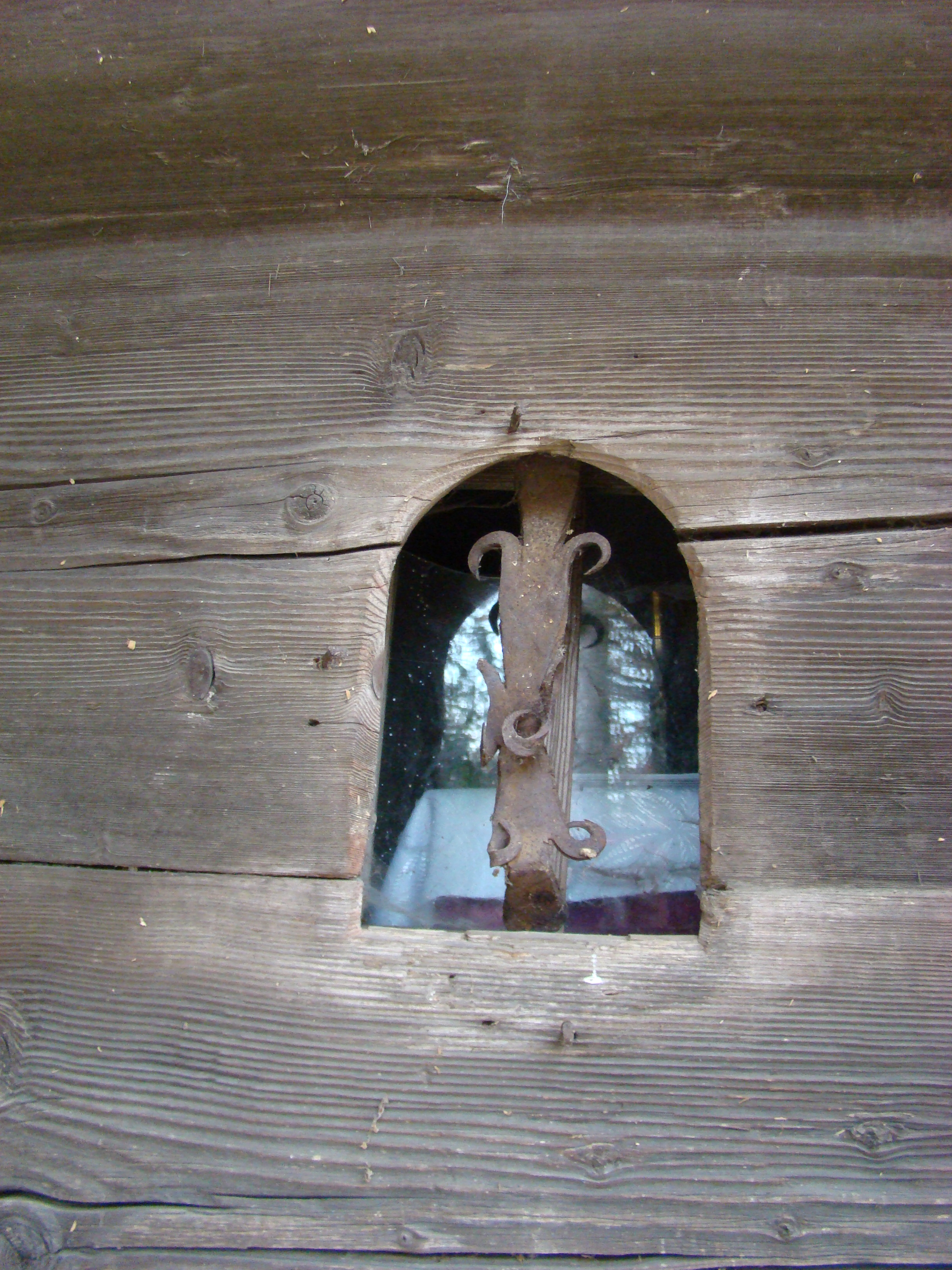
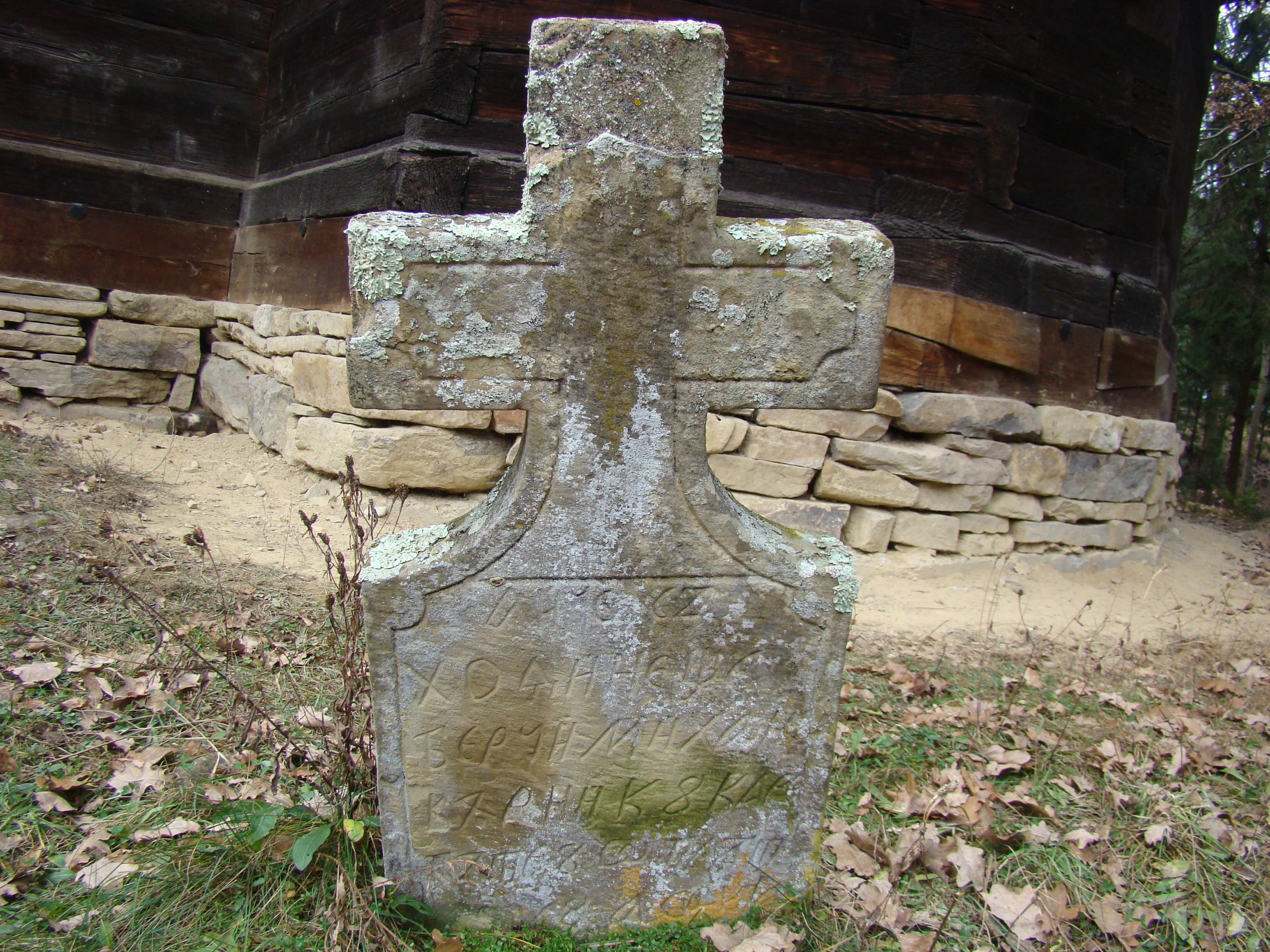
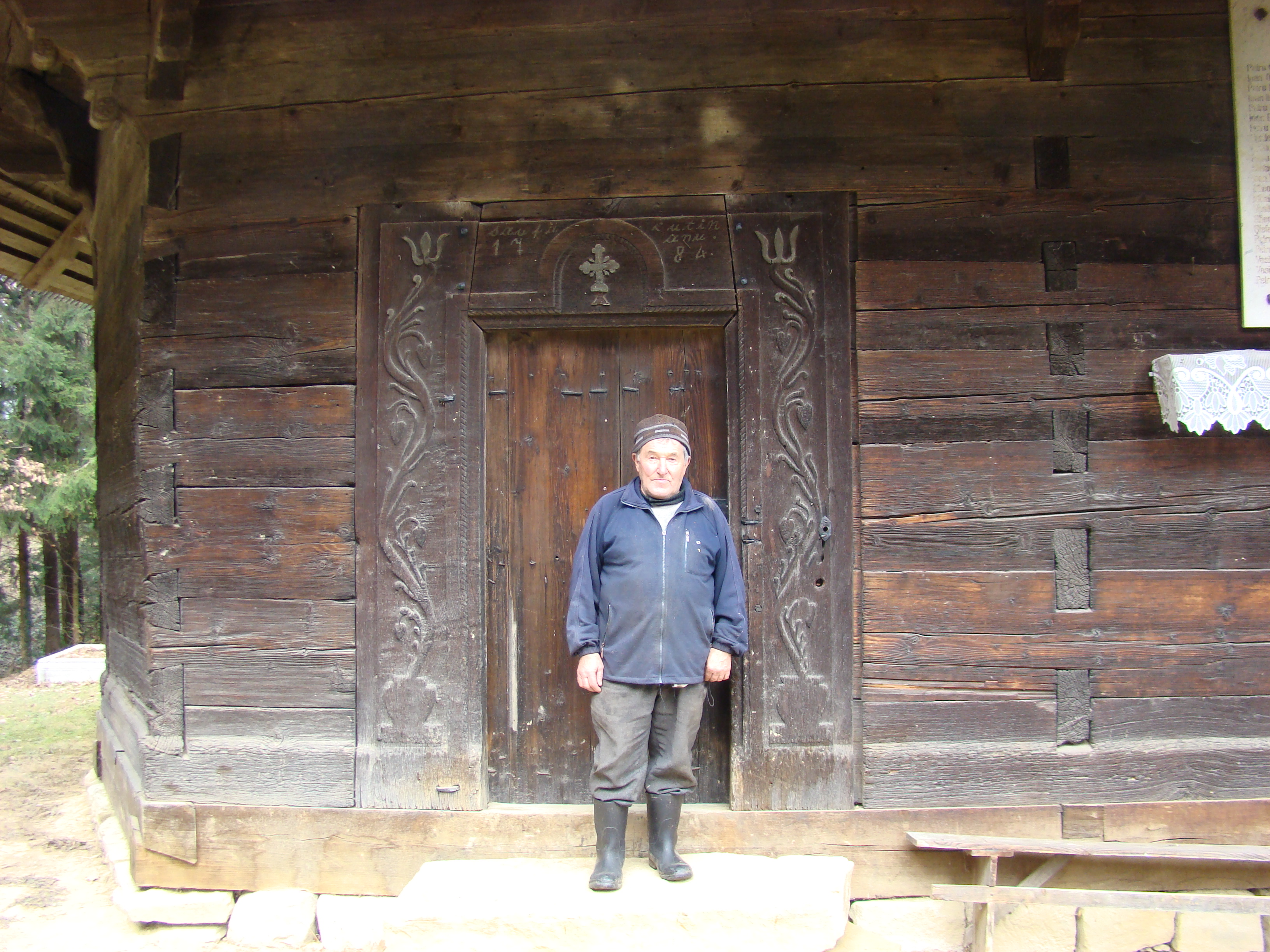
Crâsnicul Iurca Ștefan